# Museum für Naturkunde (Berlin)
Das Museum für Naturkunde Berlin (auch Naturkundemuseum Berlin) ist das größte Naturkundemuseum in Deutschland. Die Bestände umfassen mehr als 30 Millionen Objekte. Ursprünglich Teil der Humboldt-Universität zu Berlin, ist es seit 1. Januar 2009 eine Stiftung des öffentlichen Rechts mit dem vollständigen Namen Museum für Naturkunde – Leibniz-Institut für Evolutions- und Biodiversitätsforschung (häufig kurz Naturkundemuseum genannt; vor 1945: Zoologisches Museum der Friedrich-Wilhelms-Universität zu Berlin). Es ist Mitglied der Leibniz-Gemeinschaft und befindet sich in der Invalidenstraße, in der Oranienburger Vorstadt im Ortsteil Mitte (Bezirk Mitte) von Berlin. Das Naturkundemuseum ist unter anderem über einen gleichnamigen U-Bahnhof zu erreichen.
Seit dem 1. Januar 2009 ist das Museum für Naturkunde wegen der überregionalen Bedeutung und des gesamtstaatlichen Interesses an seiner Forschungsarbeit Mitglied der Leibniz-Gemeinschaft. Es versteht sich als ein integriertes Forschungsmuseum und strebt durch seine Aktivitäten hinsichtlich Bürgerwissenschaft und digitaler Erschließung seiner Sammlung an, ein „offenes integriertes Forschungsmuseum“ zu werden, das mit dem Aufgabendreiklang von Sammeln, Forschen und Vermitteln eine Funktion als Schnittstelle zwischen Wissenschaft und Gesellschaft einnimmt.
Im englischsprachigen Raum ist auch die Kurzbezeichnung als Humboldt-Museum in Gebrauch, was jedoch irreführend ist, da sich ebenfalls in Berlin im Schloss Tegel ein Humboldt-Museum befindet, das sich den Brüdern Wilhelm und Alexander von Humboldt widmet.

## Die Sammlungsgeschichte

### 19. Jahrhundert bis 1945
Als die Friedrich-Wilhelms-Universität zu Berlin, heute Humboldt-Universität zu Berlin, im Jahr 1810 eröffnete, wurden die bereits existierenden naturwissenschaftlichen und medizinischen Sammlungen zusammengefasst und erstmals der Öffentlichkeit zugänglich gemacht. So gründeten sich das Geologisch-Paläontologische Museum, das Mineralogisch-Petrografische Museum und das Zoologische Museum und standen allen Interessenten für einen Besuch offen. Die stetig wachsenden Sammlungen aufgrund von Schenkungen, Ankäufen und Expeditionsfunden nahmen um 1880 rund zwei Drittel der Räumlichkeiten im Hauptgebäude Unter den Linden ein und „bildeten eine drückende Last“. Die königliche Staatsregierung beschloss daher 1874, am Ort der bereits geschlossenen Königlichen Eisengießerei in der Invalidenstraße Neubauten für die landwirtschaftliche Hochschule und die Sammlung des Museums für Naturkunde zu errichten. Der ausgeschriebene Architektenwettbewerb enthielt die Vorgaben, alle Sammlungselemente in möglichst einheitlicher Aufstellung zu ermöglichen. Gewinner des Wettbewerbs war der Architekt August Tiede, der anfangs noch eine gesonderte Magazinierung der Exponate vorgeschlagen hatte, dies aber dann aufgeben musste.
Als Folge entstand zwischen 1875 und 1880 unter der Oberbauleitung von Friedrich Kleinwächter und der Bauleitung des Regierungsbaumeisters Hein in der Invalidenstraße 43 ein mehrflügeliges Bauwerk. Die Eröffnung konnte am 2. Dezember 1889 gefeiert werden.
Entgegen ersten Planungen machte das Naturkundemuseum der Öffentlichkeit nur einen Teil seiner Bestände als Schausammlung zugänglich, während die Hauptsammlung der interdisziplinären Forschungsarbeit vorbehalten war. Diese heute gängige Praxis galt damals als revolutionär. Von 1914 bis 1917 wurde ein erster Gebäudeanbau errichtet.
In den 1910er und 1920er Jahren trug die Einrichtung in der Invalidenstraße den Namen Museum für Naturkunde und Zoologisches Institut. Sie untergliederte sich in das Geologisch-Paläontologische Institut und Museum, Mineralogisch-Petrographisches Institut und Museum, das Zoologische Institut und Museum und verfügte über mehrere Beschäftigte wie Hochschullehrer, Präparatoren, Kastellane, Heizer, Maschinenmeister, Diener, Hausmeister, Bibliotheksdiener.
Im Zweiten Weltkrieg wurde der Ostflügel des Museumsgebäudes am 3. Februar 1945 bei einem Tagesangriff der United States Army Air Forces stark beschädigt. Während große Teile des Gebäudes einstürzten, starben im Luftschutzraum mehrere Menschen. Von der Sammlung wurden große Wal-Skelette verschüttet und die Ausstellungssäle für Insekten und Säugetiere zerstört. Etwa 75 Prozent der Sammlung wurden in Sicherheit gebracht.

### Nach dem Krieg bis 2015
Am 16. September 1945 wurde das Naturkundemuseum, das sich nun im sowjetischen Sektor Berlins befand, als erstes Berliner Museum nach Kriegsende wiedereröffnet. Die Jahre nach dem Krieg waren durch die Beseitigung der Kriegsschäden am Gebäude sowie der Sicherung der Sammlungen geprägt. Ab den 1950er Jahren zeigte das Museum neue Dauerausstellungen. Zur DDR-Zeit wurden die Sammlungen durch Funde aus Forschungsreisen nach Kuba, in die Mongolei und die Sowjetunion erweitert, so zum Beispiel durch versteinerte Pflanzen aus der mongolischen Steppe oder einem Korallenriff aus Kuba. Besuche von Vertretern westlicher Länder blieben dagegen die Ausnahme.
Im wiedervereinigten Deutschland wurde das Museum zunächst in die drei Institute Mineralogie, Paläontologie und Systematische Zoologie reorganisiert. Das Gebäude wurde renoviert und umfassenden Modernisierungen unterworfen. Im Jahre 2006 folgte eine weitere Umgestaltung in drei Abteilungen für Forschung, für Sammlungen sowie für Ausstellungen und Öffentliche Bildung.
2005 wurden die ausgestellten Saurierskelette vorläufig abgebaut, um Platz für die anstehende Sanierung des Daches und des gesamten großen Ausstellungssaales zu schaffen, die aus Mitteln des Europäischen Fonds für regionale Entwicklung (EFRE), des Landes Berlin und der Stiftung Deutsche Klassenlotterie Berlin finanziert wurde. Insgesamt wurden mit einem Volumen von rund 16 Millionen Euro vier Säle und ein Treppenhaus saniert und vollständig mit multimedialen Komponenten neu gestaltet. Am 13. Juli 2007 fand die Wiedereröffnung mit neuen Ausstellungen zur Evolution des Lebens und der Erde statt. Innerhalb eines Jahres nach dieser Wiedereröffnung besuchten über 731.000 Besucher das Museum.
Aufgrund seiner überregionalen Bedeutung erhielt das Museum für Naturkunde Berlin am 1. Januar 2009 per Gesetz den Status einer Stiftung öffentlichen Rechts und wurde als Mitglied in die Leibniz-Gemeinschaft aufgenommen.

### Seit den 2020er Jahren
Am 23. Dezember 2022 startete ein internationaler Architektenwettbewerb zur grundlegenden Instandsetzung des historischen Baubestandes, zu einer Ergänzung und Erweiterung der verfügbaren Flächen durch Neubauten. Der Auftrag lautet Museum für Naturkunde – Zukunftsplan Wissenschaftscampus, d. h. es soll ein neuer Wissenschaftscampus entstehen. Basis dieses Wettbewerbs ist die durch die Museumsleitung im Jahr 2018 erarbeitete Agenda „Zukunftsplan – konzeptionelle und bauliche Entwicklungsperspektiven für das Museum für Naturkunde Berlin“. Das Museum soll seiner Verantwortung als „Ort der Information, Reflexion und Diskussion mit der Gesellschaft“ gerecht werden. Die drei wesentlichen funktionalen Bereiche – Sammlungen und Sammlungsinfrastruktur, Forschungsinfrastruktur sowie Wissenschaftskommunikation / Besucherinfrastruktur – sollen gestärkt werden.

## Die Baugeschichte

### Überblick

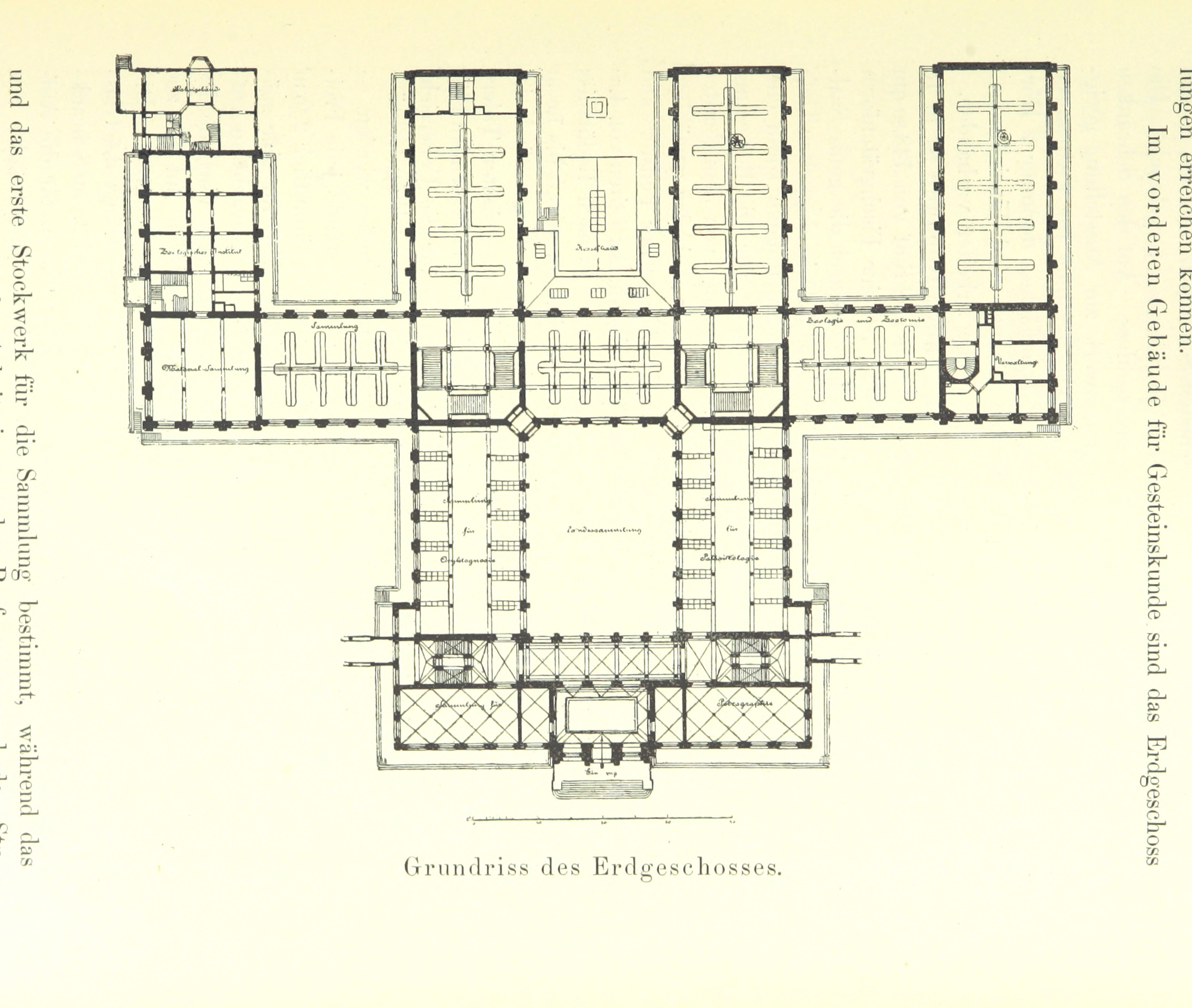
Grober Übersichtsplan des Bauensembles, Stand um 1910

Als Folge der kontinuierlich wachsenden naturwissenschaftlichen Sammlungen wurde ein komplexes neues Ausstellungsgebäude auf dem Gelände der ehemaligen Königlichen Eisengießerei in der Invalidenstraße geplant, in dem die drei oben genannten Museen vereinigt werden sollten. Das neue Gebäudeensemble erhielt bereits in der Planungsphase die Bezeichnung Museum für Naturkunde, bestehend aus der entsprechenden Zentralen Sammlung und den Teilen Preußische Geologische Landesanstalt mit Bergakademie (Geologische Landesanstalt und Bergakademie) und Landwirtschaftliche Hochschule Berlin.
Die Universitätsleitung schrieb zusammen mit dem Berliner Magistrat einen Architektenwettbewerb aus, den August Tiede mit seinem mehrflügeligen Projektvorschlag gewann.
Alle Baukosten einschließlich der Inneren Einrichtung betrugen etwa 3,2 Millionen Mark.

### Baubeschreibungen mit An- und Umbauten

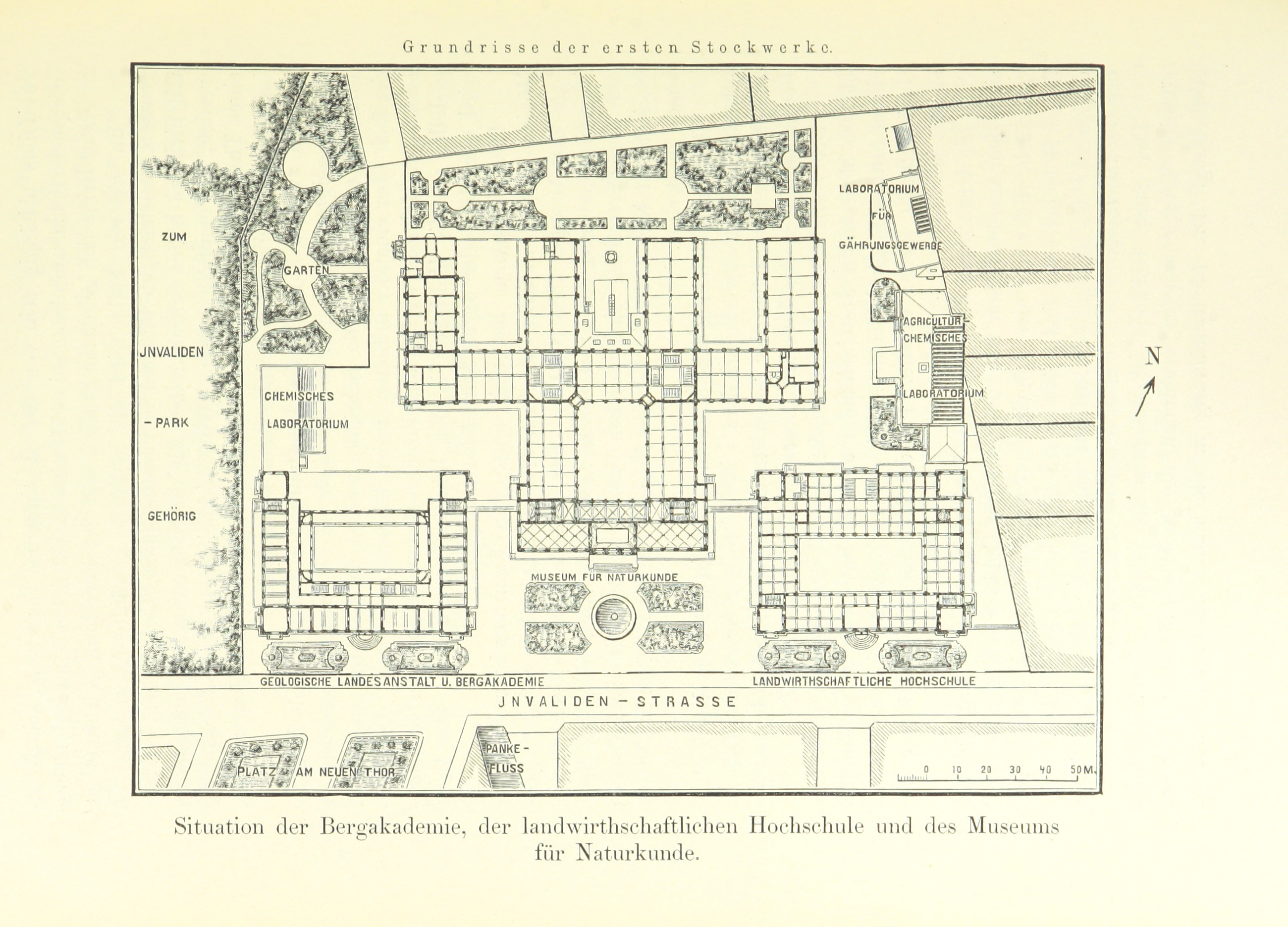
Grundriss des Naturkundemuseums mit Geologischer Landesanstalt und Bergakademie, 1886

August Tiede hatte die Bauten in Anlehnung an den Pariser Louvre einheitlich in historisierenden Klassik-Formen („im hellenistischen Sinne“) geplant.
Die drei Gebäudeteile entlang der Invalidenstraße als Schauseite sind großzügig um einen ehrenhofartigen Vorplatz gruppiert. Verbindende Elemente waren Vorgärten, die 1883 bis 1889 nach Plänen des Gartenarchitekten Richard Köhler angelegt wurden und vor dem Zentralgebäude ein Springbrunnen. Außerdem wurde vom früheren Gießereigelände eine Fläche von rund 500 m² freigelassen, die für eine Verbreiterung der Invalidenstraße vorgesehen war.
Und es sollten entsprechend den Bauplänen nach Fertigstellung des Komplexes alle drei Teile durch seitliche Hallen miteinander verbunden werden.
Alle Elemente des Bauensembles wurden von einem zentralen Kesselhaus beheizt, das auf dem dritten nördlichen Hof des Naturkunde-Bauwerks stand. Für die Ausstattung mit Möbeln (Schränke, Schubkästen, Konsolen, Querträger, Glasplatten) und Gerätschaften und der gesamten Farbgebung mussten individuelle Lösungen geschaffen werden.

### Museum für Naturkunde
Die Baufläche mit einem Umfang von 20.071 m² liegt auf der Parzelle Invalidenstraße 43. Bereits 1915/1916 erhielten die drei nördlichen Flügel des Hauptbaus einen Anbau zur Aufnahme der zoologischen Sammlung. (Was auch in der Namensgebung erkennbar wurde.)
Es handelt sich um einen fast quadratischen Hauptbau mit einer Frontlänge von 85 m, dem auf der Rückseite ein etwa 140 m langer vierflügeliger Quertrakt angefügt wurde, als einfacher Ziegelbau ausgeführt. Die nordwärts zeigenden Flügelbauten haben eine Länge von zirka 37 m und dazwischen liegen drei 23 m breite Höfe. Die Fassaden des Hauptbaus sind mit Tuffstein und Rackwitzer Sandstein verkleidet. Als weitere Wandmaterialien kamen Ziegelsteine, Alt-Warthauer Sandstein, Mainsandstein, polierter schwedischer Granit, belgischer Kalkstein und Kunstmarmor zum Einsatz.
Ein dreiachsiger leicht plastisch gegliederter überhöhter Mittelrisalit prägt die Straßenfassade des Gebäudes. Das oberste Geschoss ist geschmückt mit korinthischen Doppelsäulen, zwei Standbildern und drei Reliefbildnissen berühmter Naturwissenschaftler: Johannes Müller und Leopold von Buch sowie von Chr. G. Ehrenberg, Alexander von Humboldt und Chr. Sam. Weiß über den Fenstern des zweiten Stockwerks in lorbeerbekränzten Medaillons, geschaffen vom Bildhauer August Ohrmann. Eine breite Freitreppe führt in das Innere mit einem Foyer, gefolgt von einem Lichthof, der den großen Exponaten der Tiersammlung vorbehalten ist.

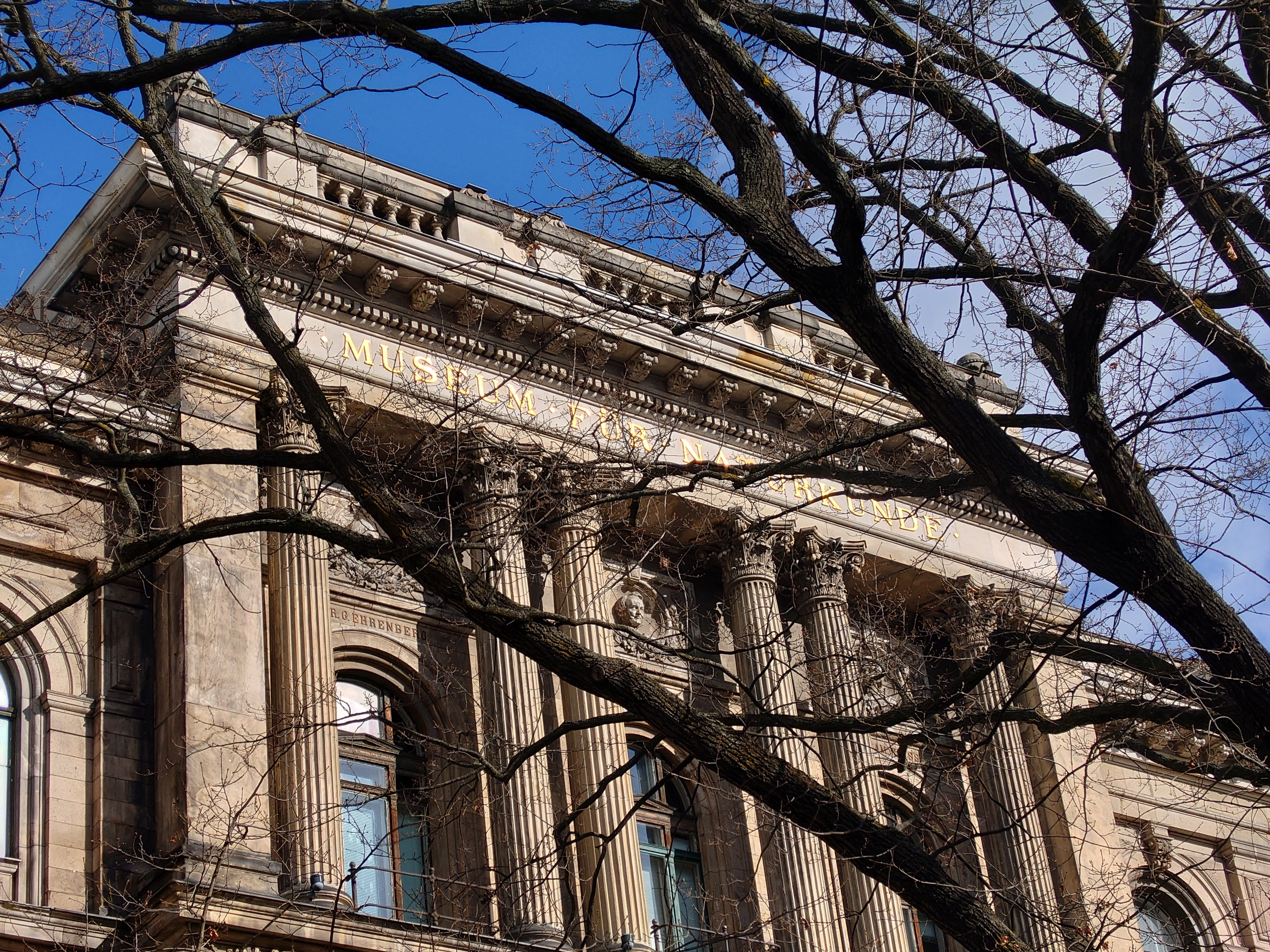
Säulen und Reliefs mit Giebel
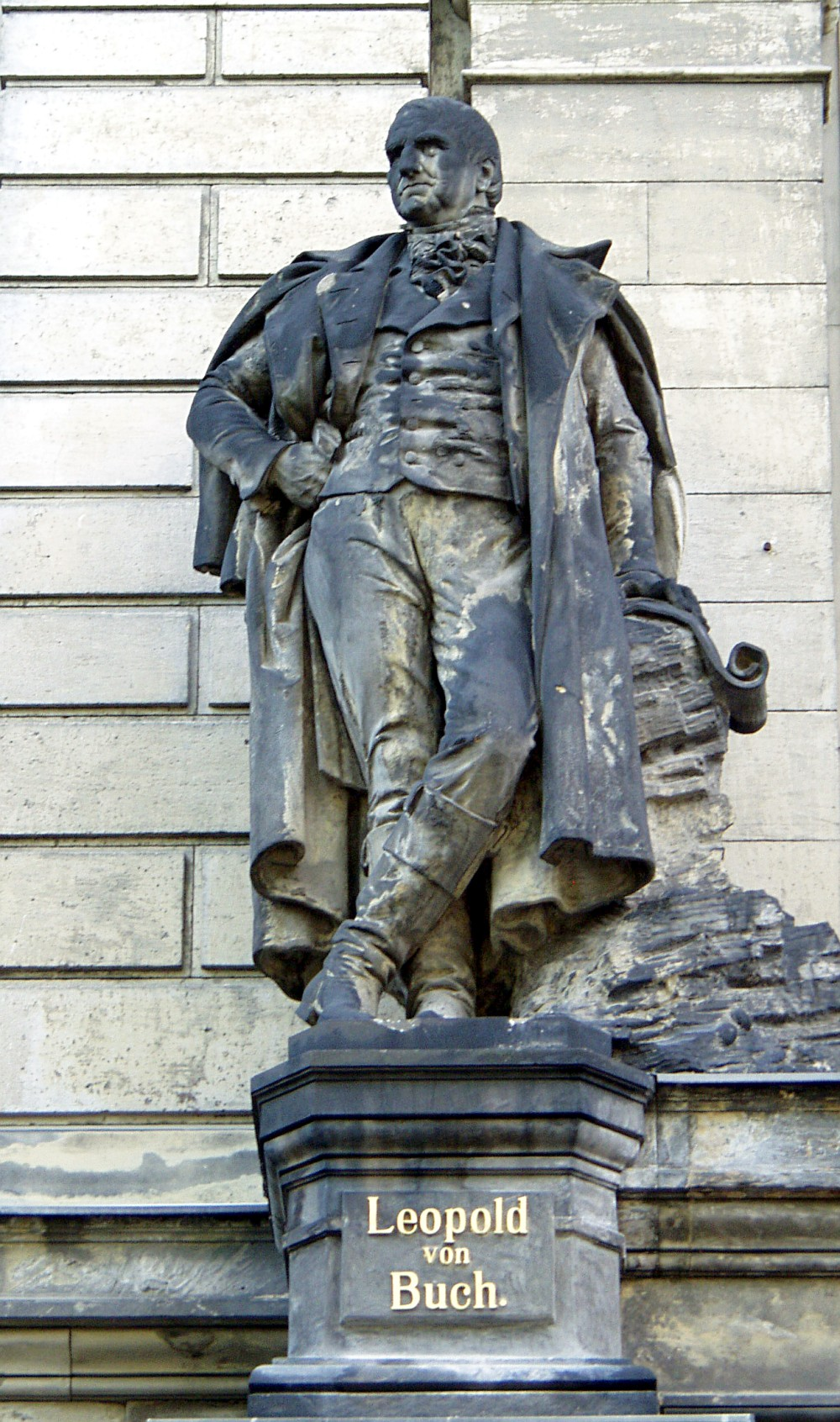
Skulptur Leopold von Buch
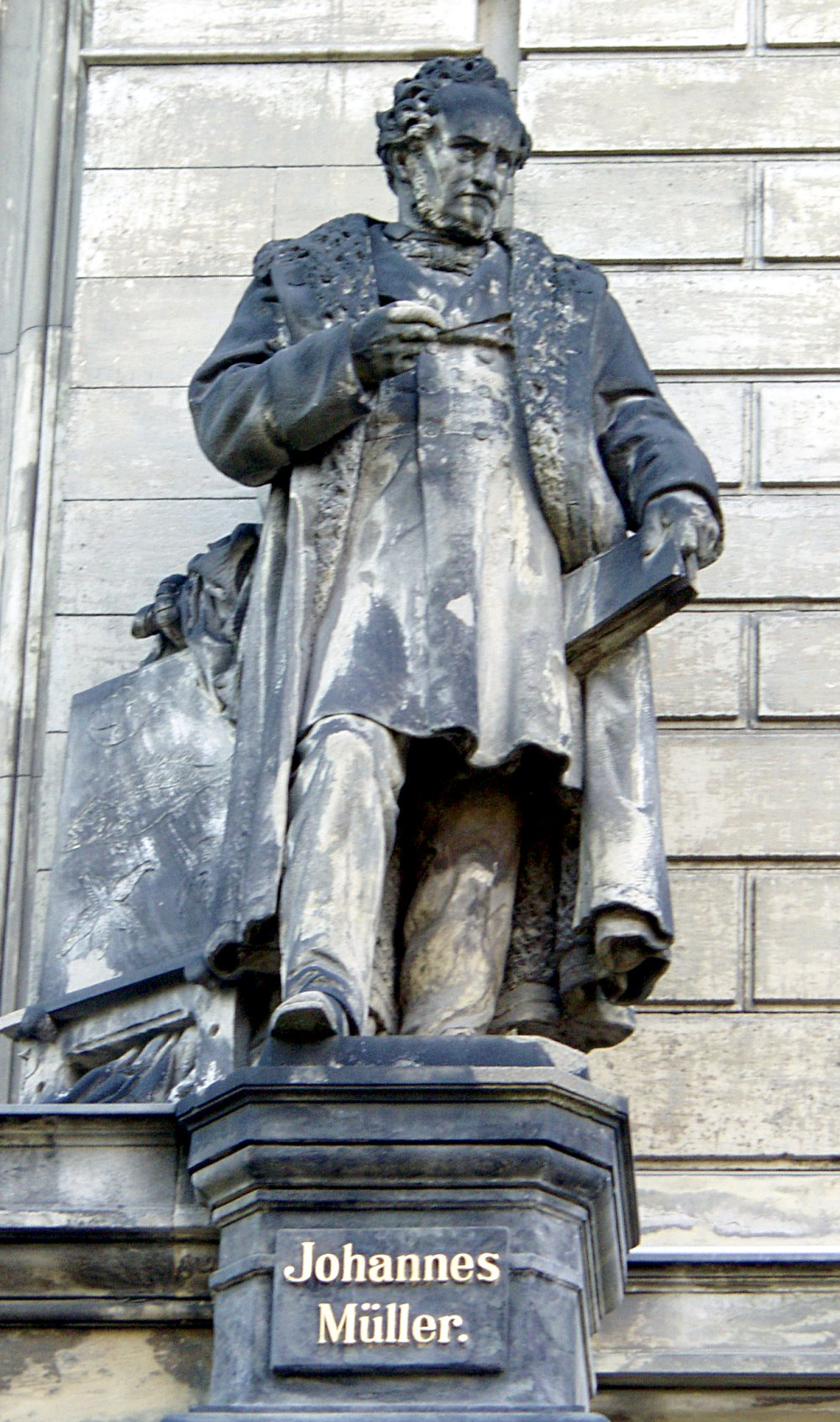
Skulptur Johannes Müller
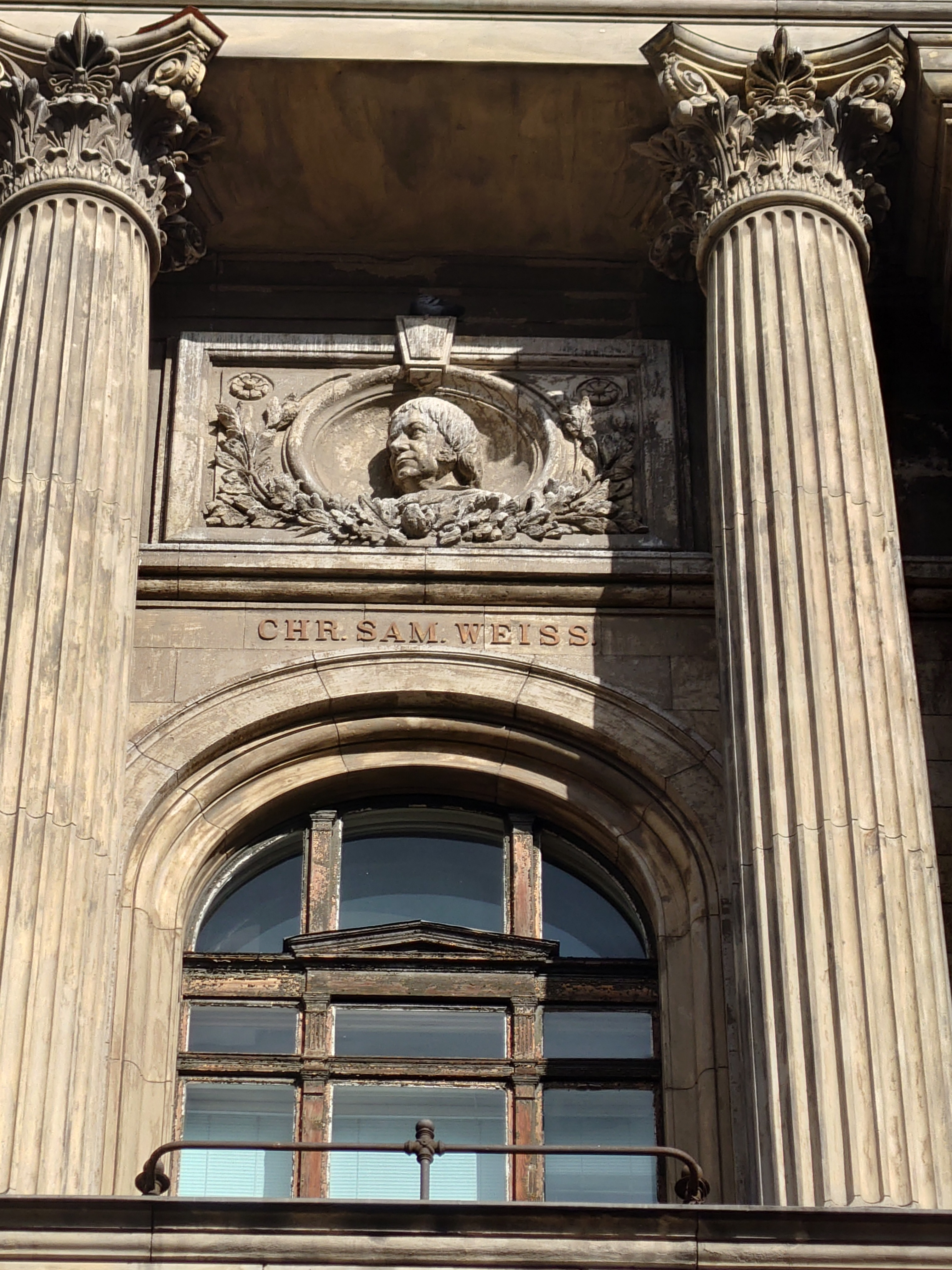
Relief Chr. Sam. Weiß
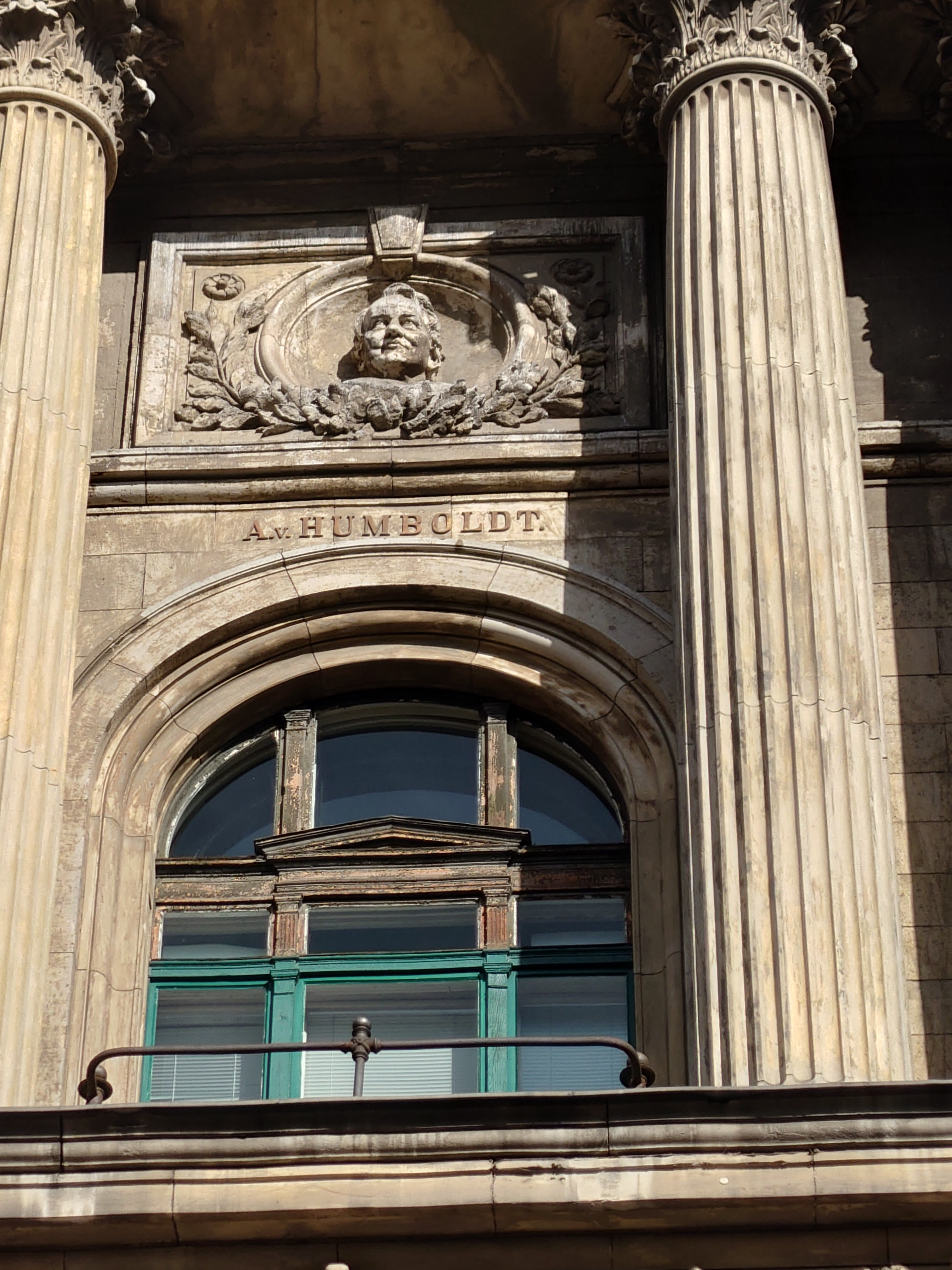
Relief A. v. Humboldt
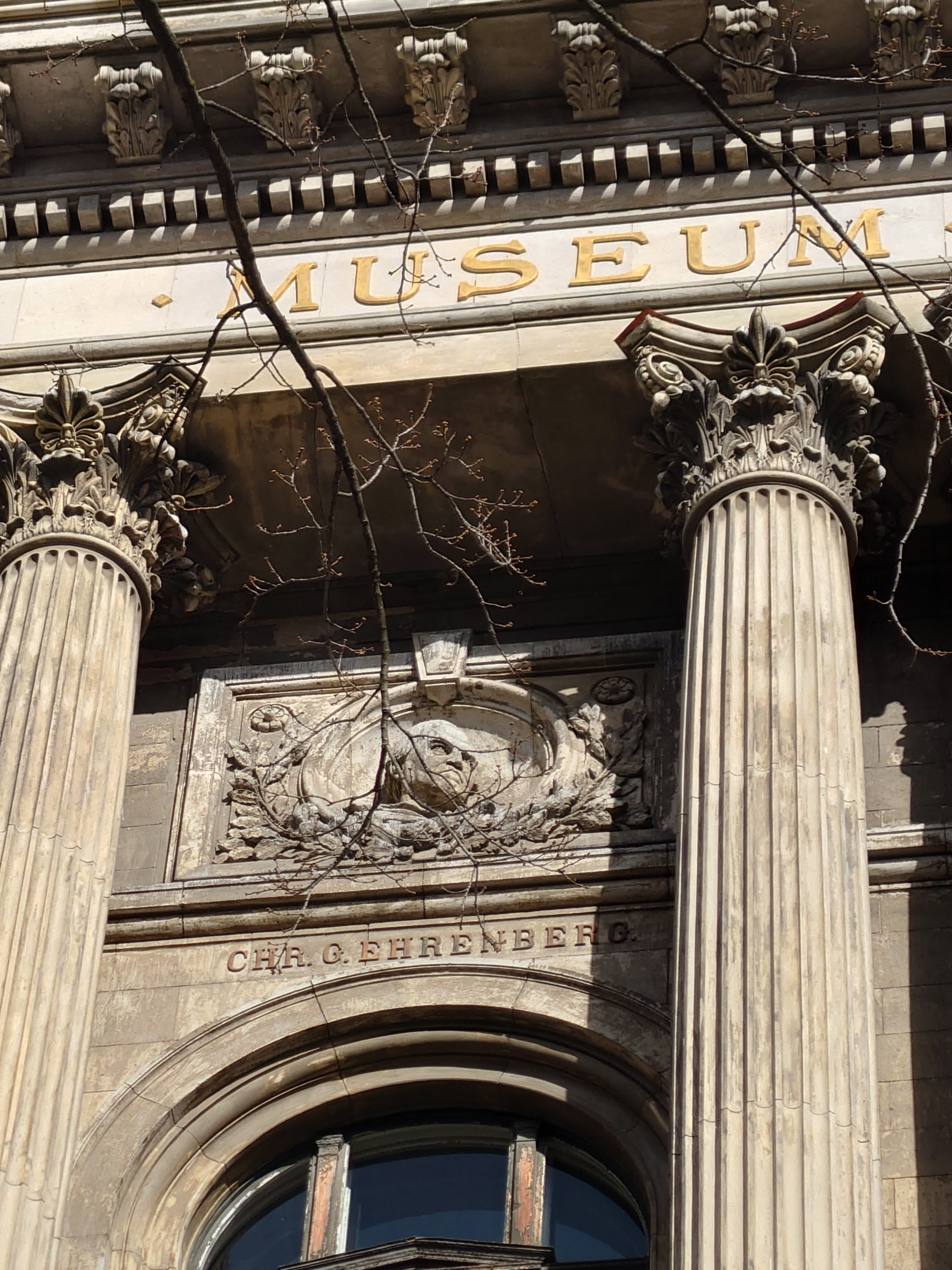
Relief Ehrenberg

Die Sammlungs- und Arbeitsräume im Inneren sind weitgespannte Hallen auf Eisenstützen, die Gewölbe zwischen den Eisenträgern sind mit porigen Steinen gebildet. An den beiden Giebelseiten des Hauptgebäudes befinden sich große Treppenanlagen in Eisenkonstruktionen und Arbeitsräume für Aufsichtsbeamte der einzelnen Abteilungen des Museums. Die hinteren Flügelbauten sind mit Gipsgusskappen zwischen den Eisenträgern und einem tragenden Wellblechbelag abgeschlossen.

Baudetails Naturkundemuseum, Invalidenstr. 43
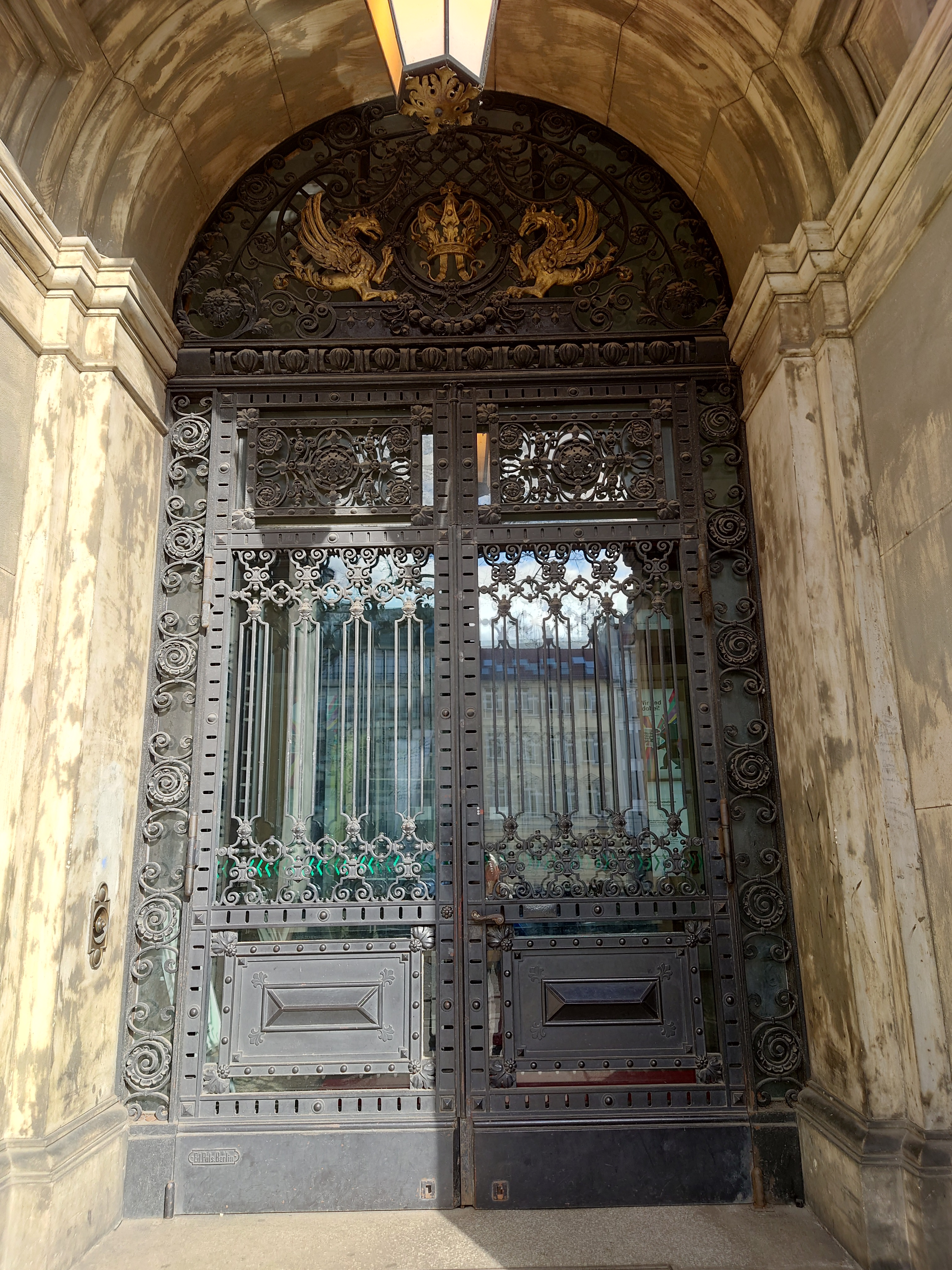
Haupt-Eingangsbereich
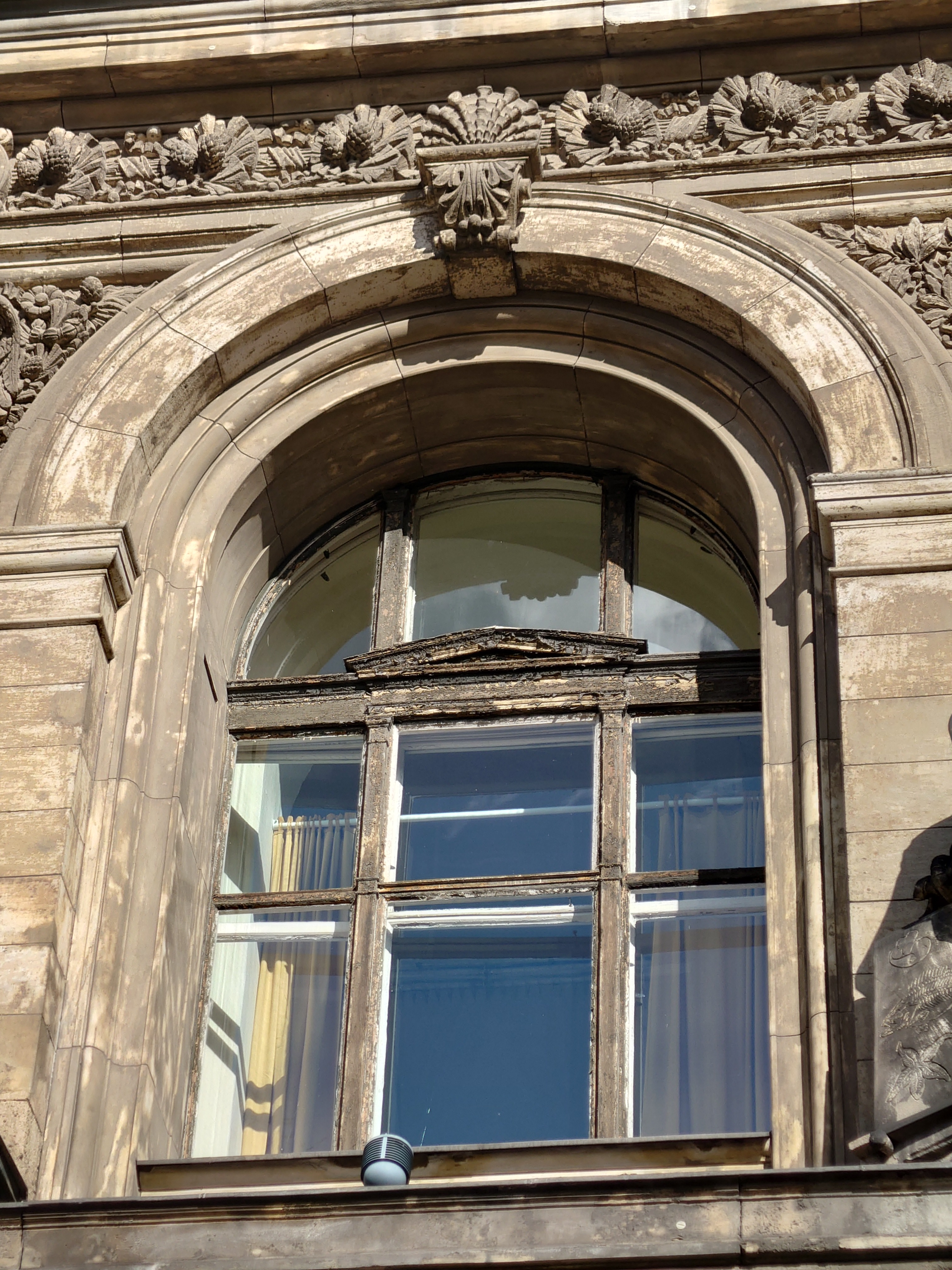
Fenster
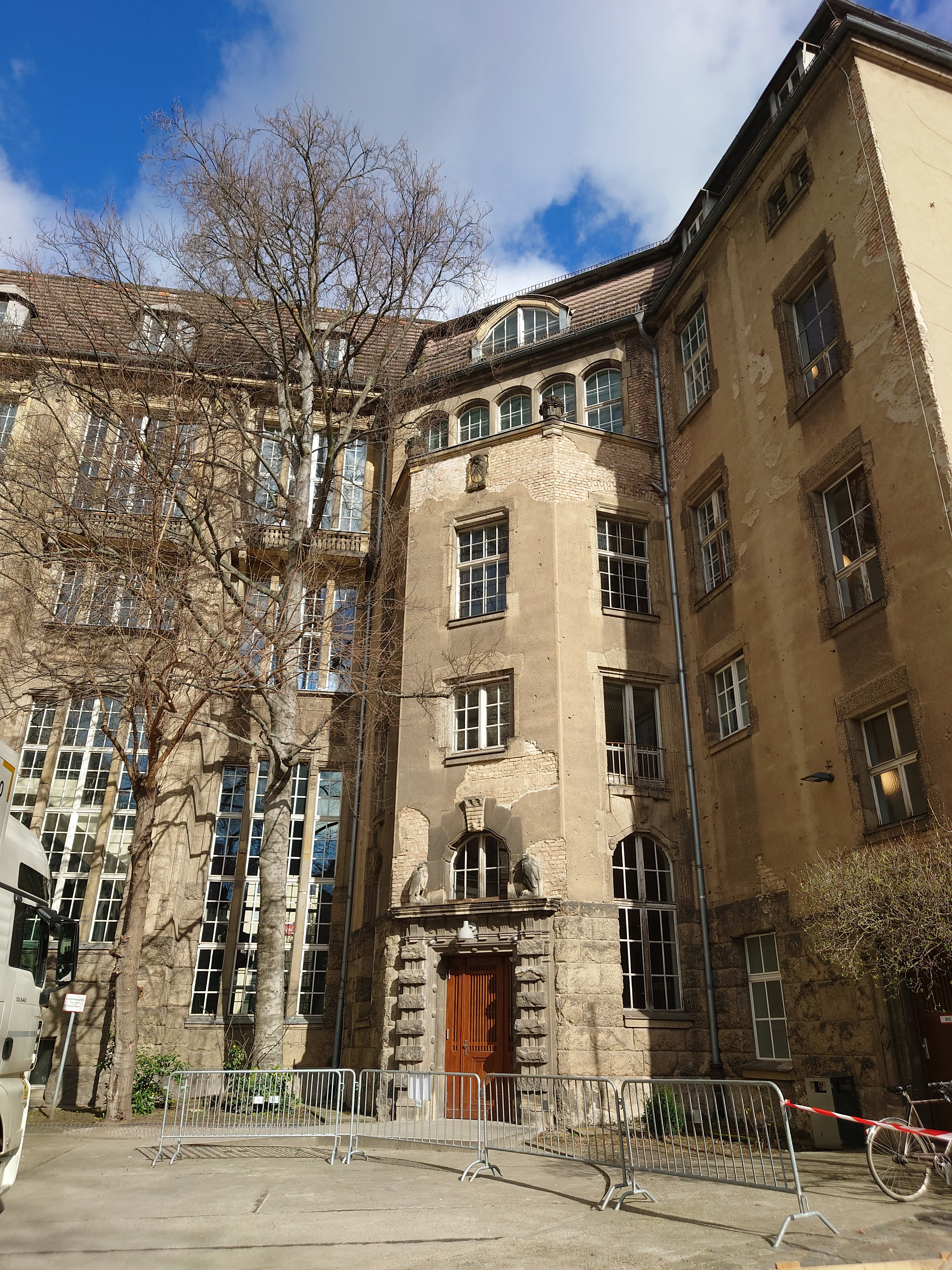
Quergebäude mit histor. Hörsaal 10
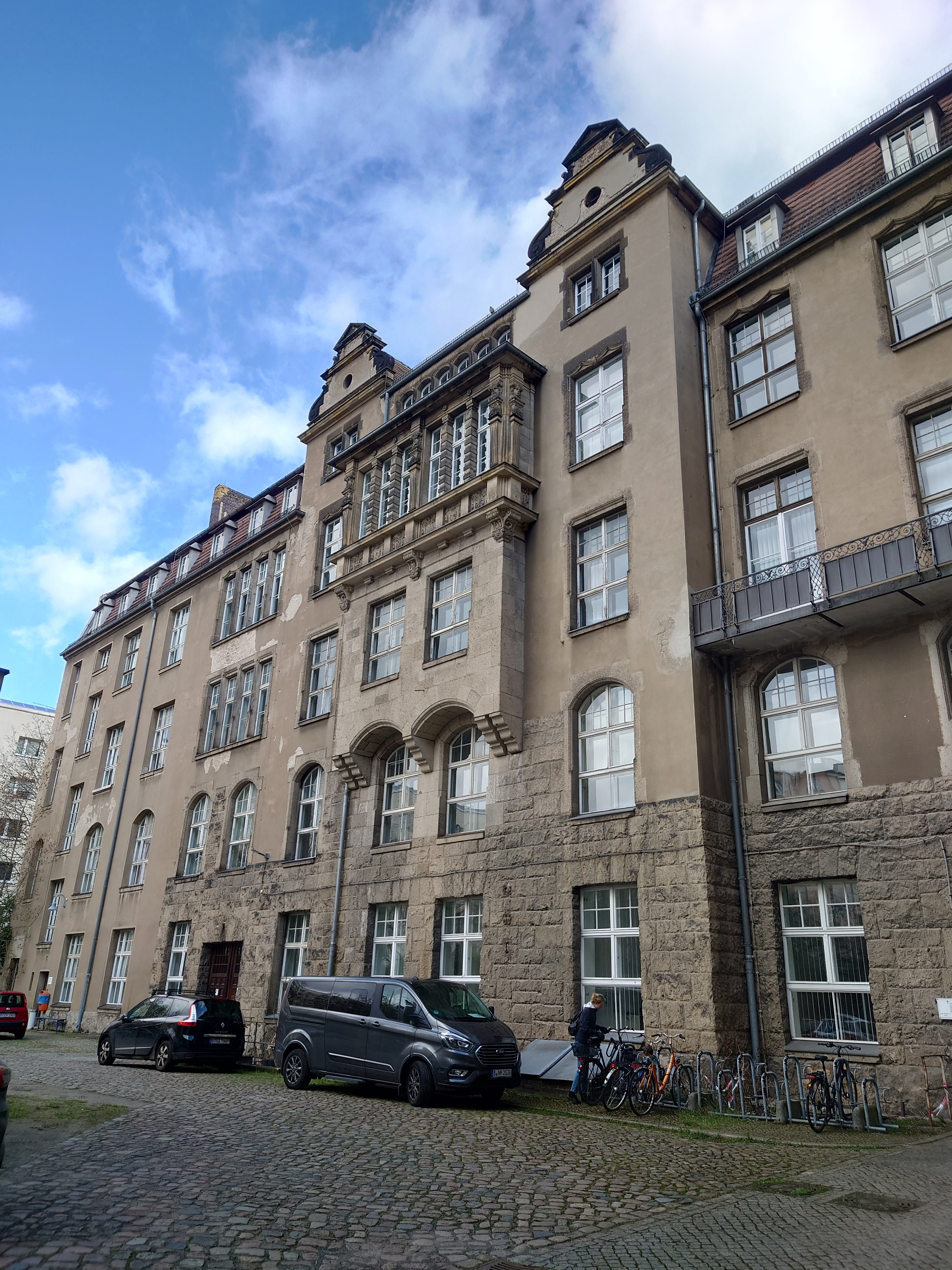
Weitere Quer- und Flügelbauten
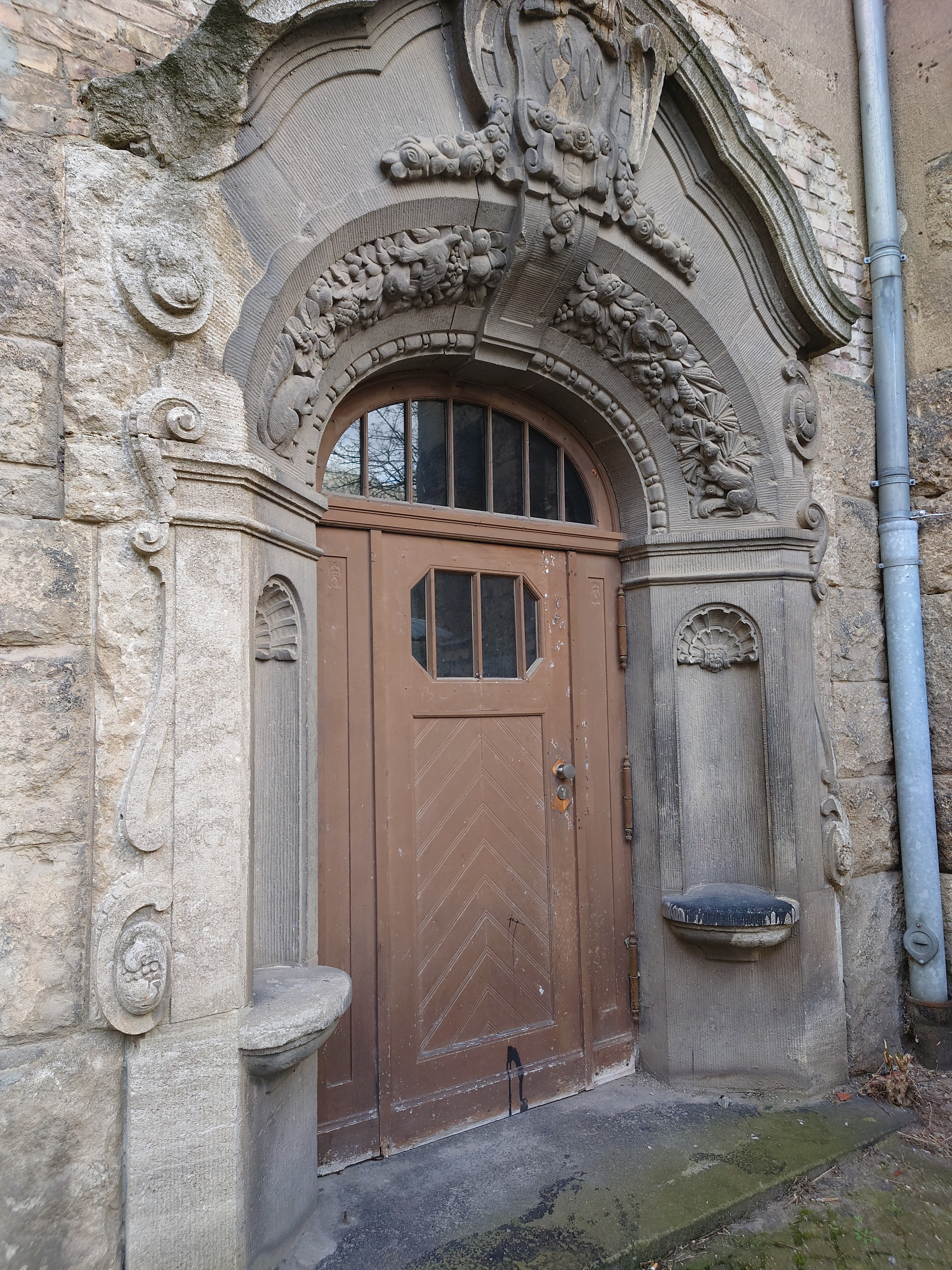
Schöner Hintereingang

Für die Fußböden setzte Tiede Terrazzo und eichene Stäbe in Asphalt ein. Innerhalb des Museumsbaus gab es zwei Hörsäle sowie Wohnungen für den Kustos. Das Erdgeschoss und der erste Stock des westlichen Flügels bildeten ein komplettes Dienstgebäude für den Museumsdirektor und seine Familie.
Im Keller des östlichen Bauflügels wurden eine Trocknungskammer und Entfettungs- und Mazerations-Anlagen eingebaut, die die Berliner Firma E. A. Lentz geliefert hatte. Selbst an Sicherheitsmaßnahmen gegen Wasser/Feuchtigkeit und Feuer wurde gedacht.

### Geologische Landesanstalt und Bergakademie

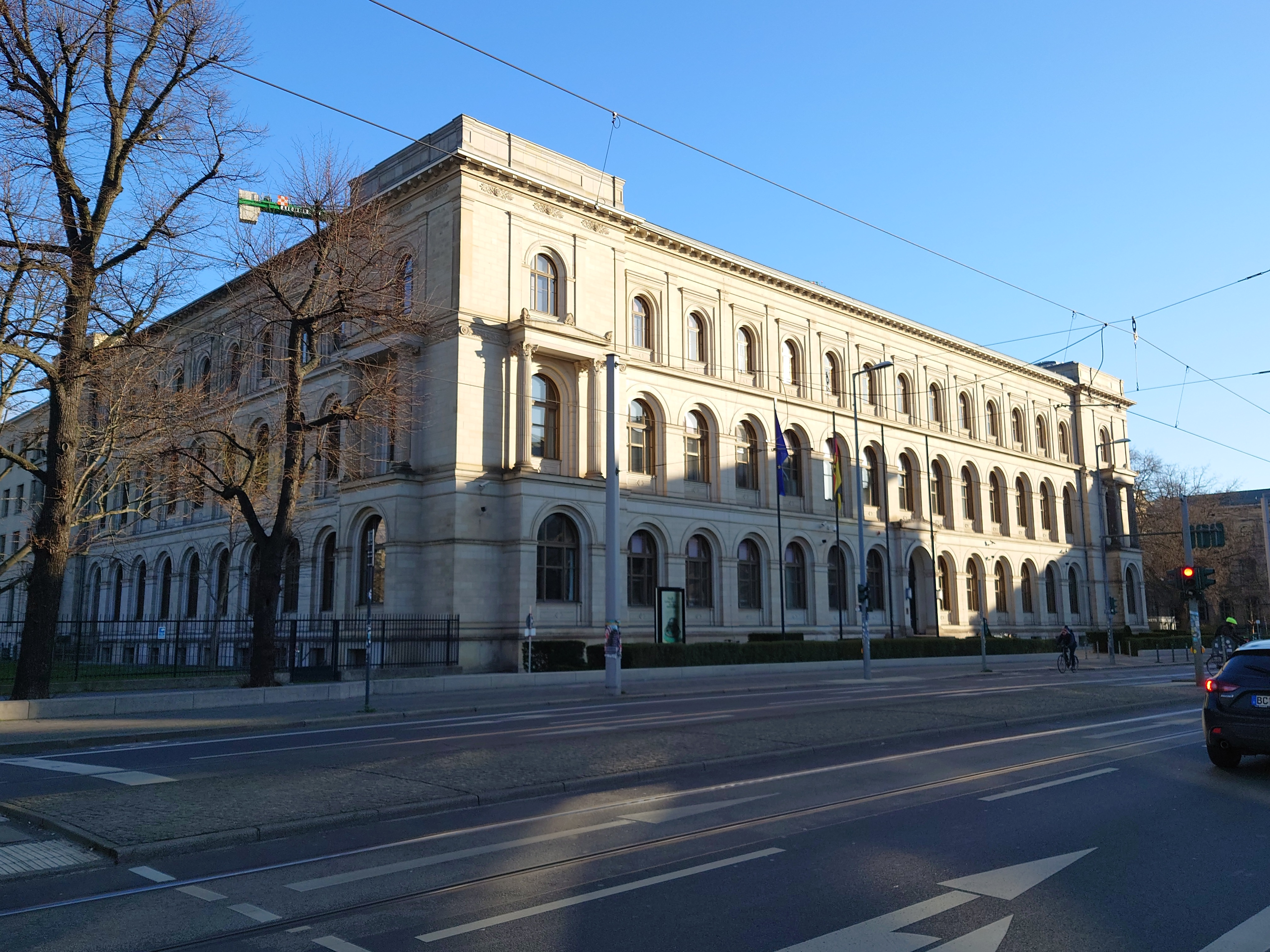
Ehem. Geolog. Landesanstalt, seit um 1999 Sitz des Bundes-Verkehrsministeriums, Invalidenstr. 42

Die Baufläche Invalidenstraße 44 umfasste 12.028 m². Diese Ergänzungsbauten wurden ebenfalls 1889 eröffnet. Die geologische Landesanstalt benötigte schon nach knapp 15 Jahren weitere Flächen. So entstanden zwischen 1890 und 1892 ein Nordflügel nach Plänen von Fritz Laske und ein weiterer Anbau im Jahr 1913.
Die Bergakademie nutzte die Erdgeschossräume um einen großen Lichthof, die Geologische Landesanstalt befand sich in den darüber liegenden Stockwerken. Umlaufende Säulenarkaden gliederten den Lichthof. Erwähnenswert waren hier eine Sitzbank mit dem Motiv des preußischen Adlers, zwei liegende steinerne Löwen auf den Treppenwangen, eine gusseiserne Löwengruppe am Hofeingang, außen am Seitenportal ein aus Bronze gegossener sitzender Hund. Dieser ist eine Nachbildung der Molosserhunde aus der zweiten Hälfte des 3. Jahrhunderts v. Chr., die als Paar vor der ehemaligen Tierärztlichen Hochschule postiert waren; die zweite Figur ging jedoch verloren. Bis auf die Hunde waren das historische Ausstattungsstücke aus der ehemaligen Eisengießerei an dieser Stelle, hergestellt im Jahr 1867.

### Landwirtschaftliche Hochschule
Die Baufläche für die Landwirtschaftliche Hochschule mit 11.204 m² befindet sich auf der Parzelle Invalidenstraße 42. Dieser Bau wurde ebenfalls 1889 fertig gestellt, schon nach kürzester Zeit (1876–1880) mussten Erweiterungsarbeiten durchgeführt werden. So entstand ebenfalls eine mehrflügelige Anlage, die von Kern & Krencker und E. Gerhardt geplant und realisiert worden war.
Ein glasgedeckter Lichthof bildet das Zentrum, in dem ein Standbild für Albrecht Daniel Thaer, einen deutschen Forscher, gestaltet von Christian Daniel Rauch, steht. Dem Lichthof angeschlossen ist ein Treppenhaus mit großzügigem Vestibül. Die Fußböden im Hoch-Erdgeschoss schmücken ornamentale Mosaiken. Im Nordwestteil des Hochschulgebäudes führt eine gusseiserne Treppe in die oberen Stockwerke. In vier Wandnischen um den Lichthof werden berühmte Landwirtschaftsforscher mit Marmorbüsten geehrt.

Baudetails Landwirtschaftliche Institute, Invalidenstr. 44
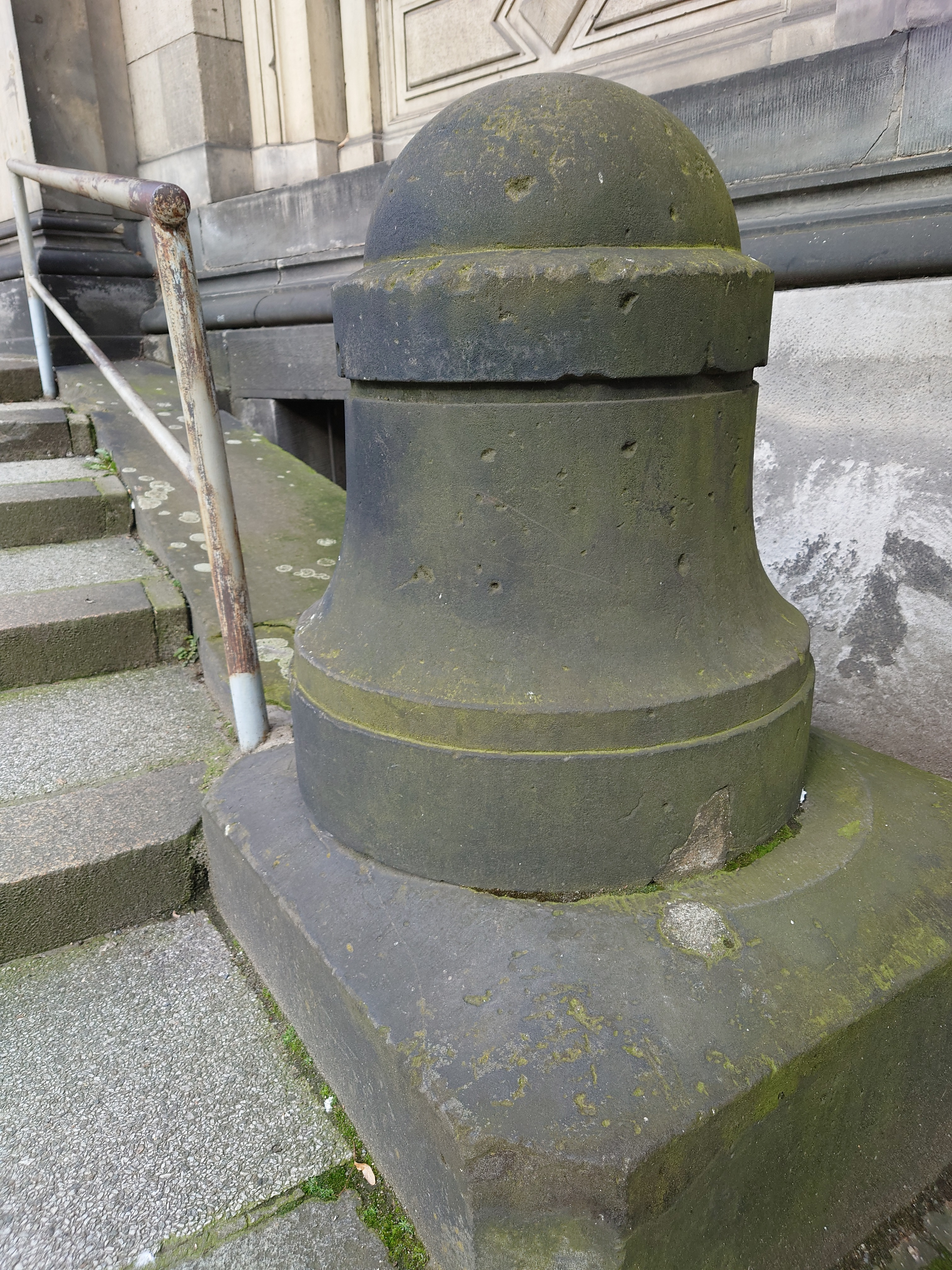
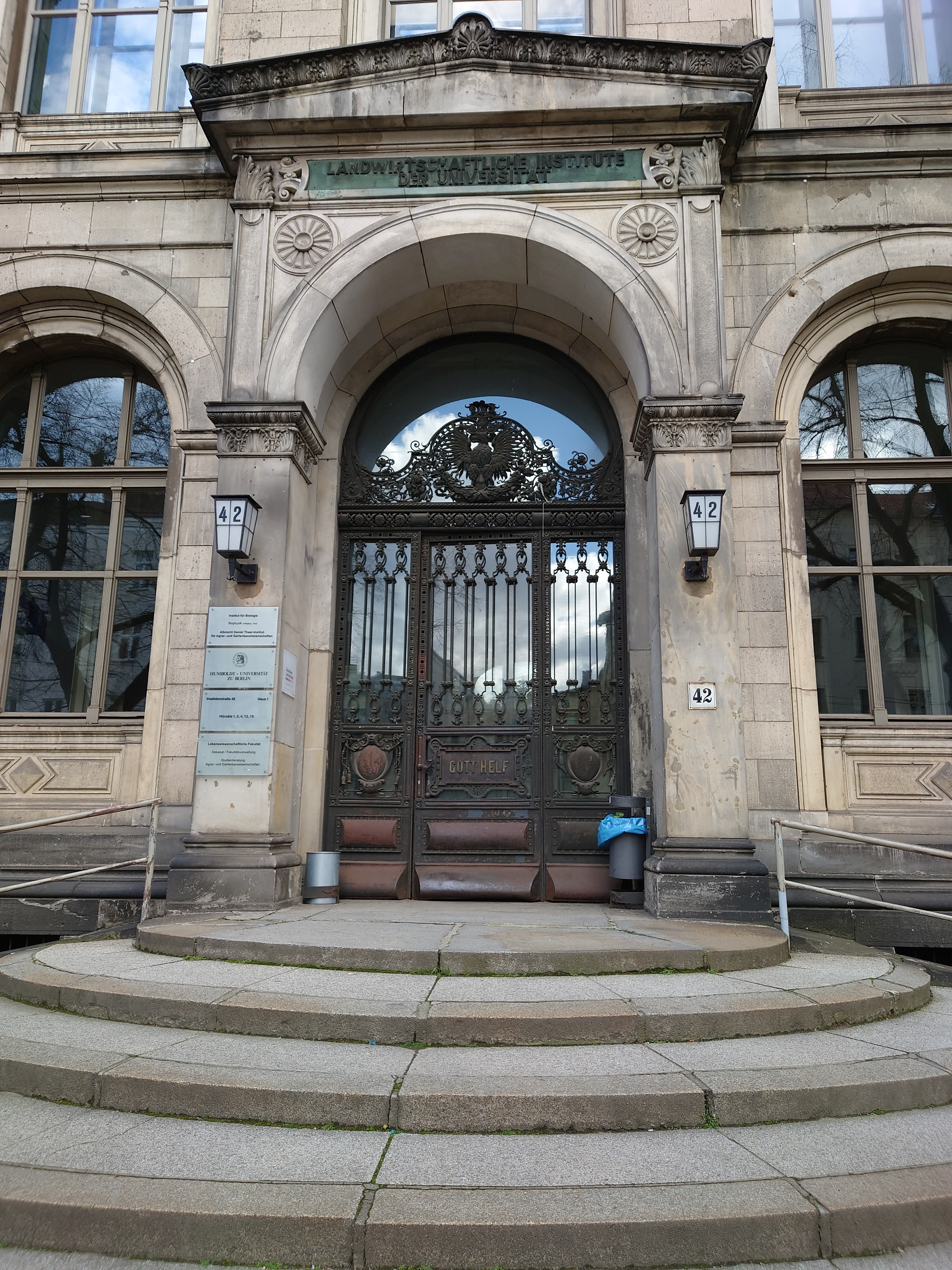
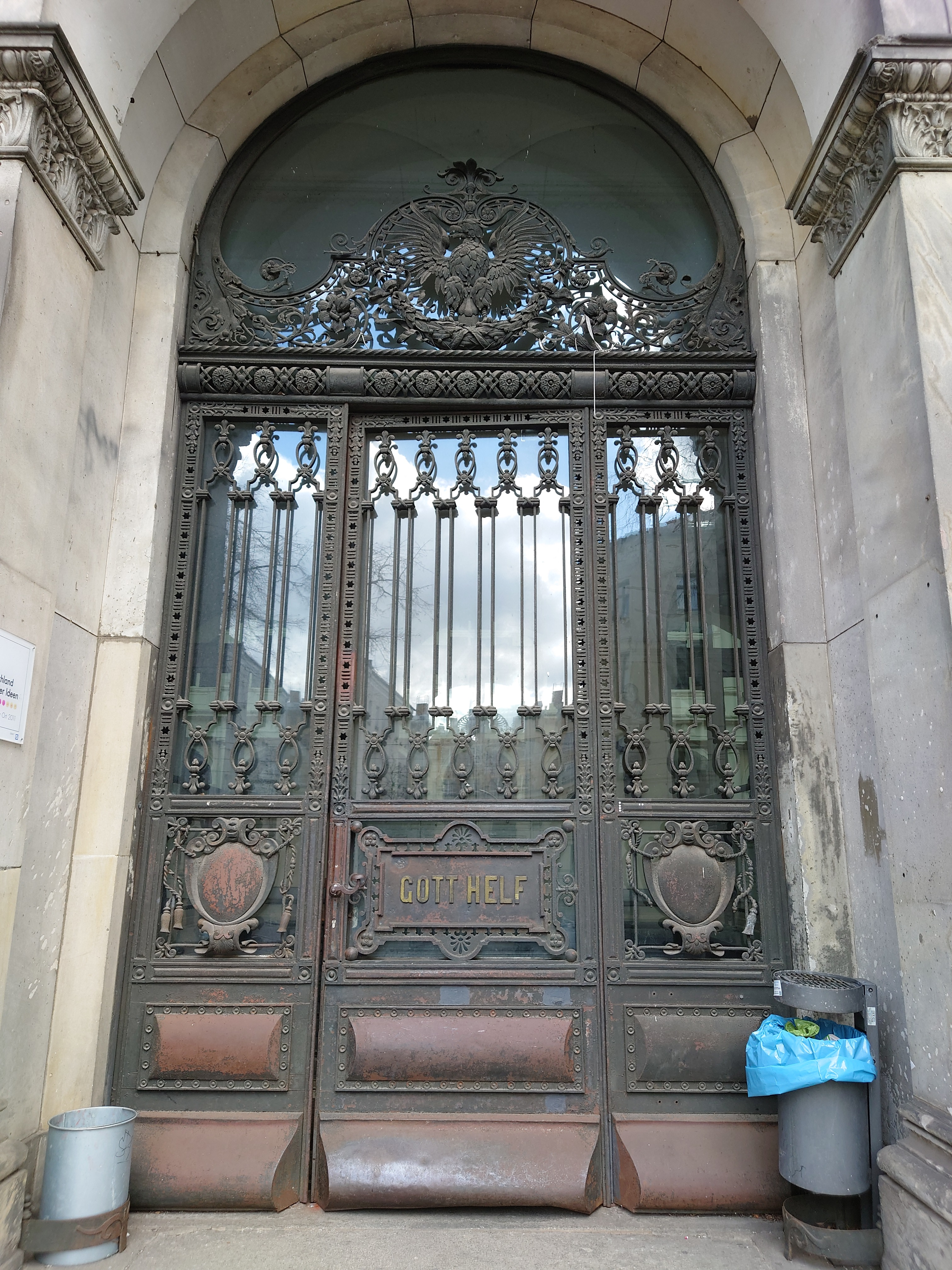

### Nachkriegsarbeiten und Modernisierungen

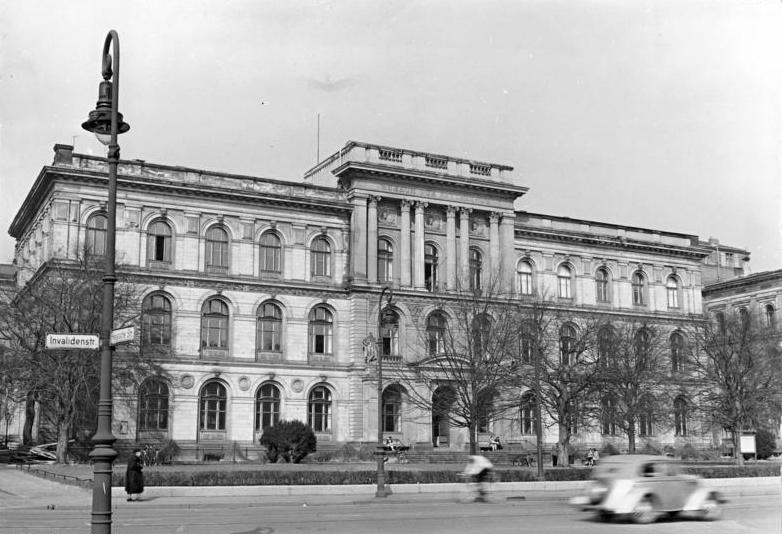
Naturkundemuseum Berlin im März 1959

Am Ende des Zweiten Weltkriegs wurde das Museumsensemble durch einen Bombenangriff (wie unter Geschichte dargestellt) und bei späteren Straßenkämpfen stark geschädigt.
Die Ruine des Naturkundemuseums erfuhr danach kurzfristig einen Teilwiederaufbau und konnte weiter genutzt werden, der Ostflügel blieb jedoch vorerst leer.
Der Westteil des Gebäudeensembles wurde nach dem Krieg, 1946/1947, unter Leitung von Walter Krüger in vereinfachter Form in Stand gesetzt. Obwohl die Beschaffung nicht einfach war, kamen farblich abgestimmte Natursteine zur Anwendung.
Nach dem Mauerfall und der Verwaltungsreform konnte Max Dudler den Flügelbau für die geologische Landesanstalt 1996–2000 mit finanzieller Unterstützung durch den Senat von Berlin restaurieren. Er beherbergt seit dem Umzug der deutschen Regierung nach Berlin das Bundesministerium für Digitales und Verkehr.

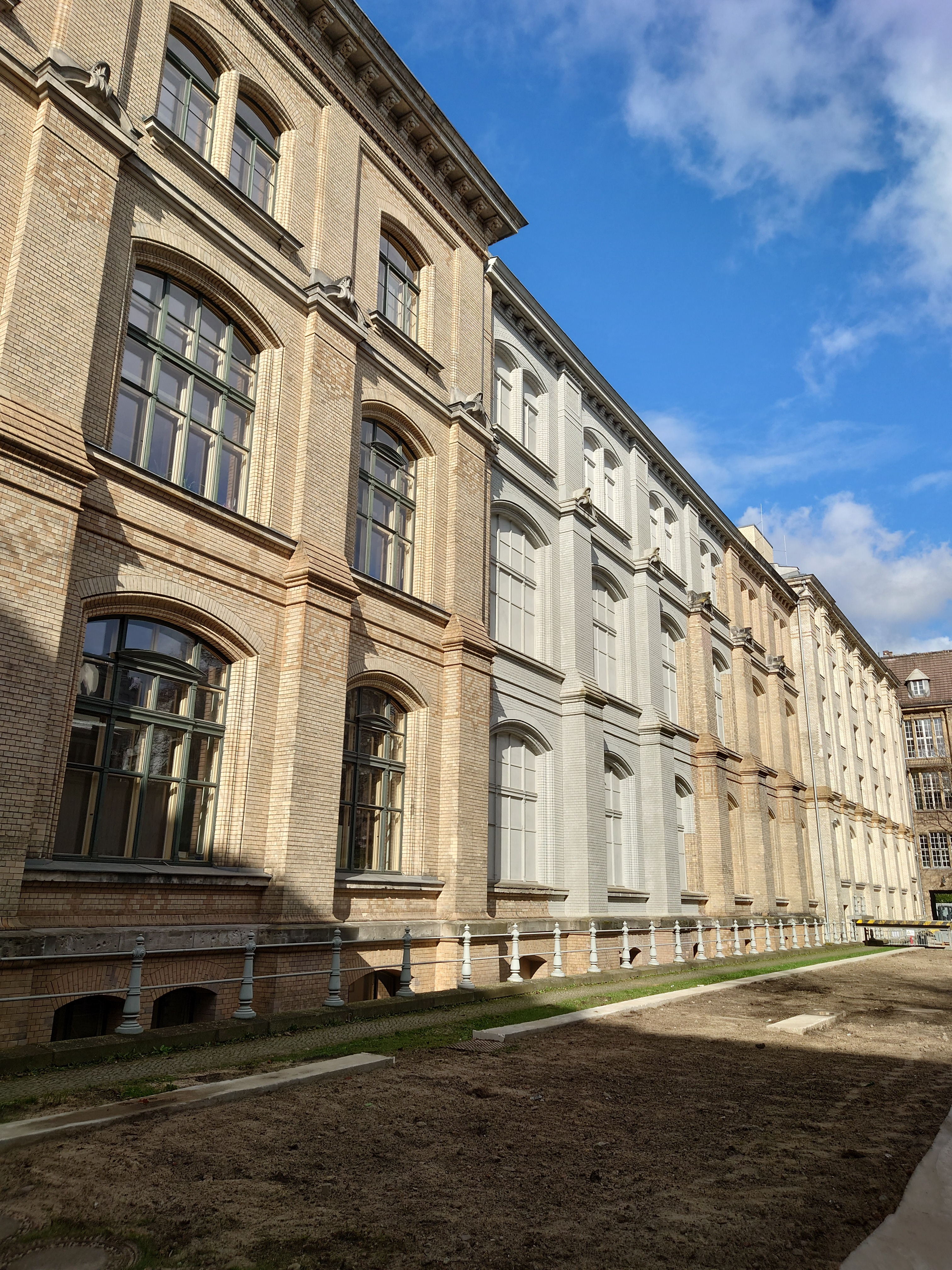
Details des Ostflügels, zeigt die Verwendung historischer (gelblich) und neuer (weiß) Steine

Ab Mitte November 2006 begann nach zehnjähriger Planung der mit 29,6 Millionen Euro veranschlagte Wiederaufbau des Ostflügels des Naturkundemuseums als moderner Betonbau mit historischem Fassadenreliefs. Nach vier Jahren Bauzeit wurde der Gebäudeteil rechtzeitig zum 200. Geburtstag des Naturkundemuseums im September 2010 für die Öffentlichkeit freigegeben. Im Januar 2012 erhielt die vom Architekturbüro Diener & Diener durchgeführte Rekonstruktion den DAM Preis für Architektur in Deutschland.
Schon zwölf Jahre später, im November 2018 beschlossen das Land Berlin und der Bund, das Haus für über 600 Millionen Euro zu erweitern und zu renovieren.
Unter anderem wurden die Ausstellungsfläche von 5.000 auf 25.000 Quadratmeter vergrößert und die digitale Erschließung der Sammlung vorangetrieben. Letztere kann live in einem der Ausstellungssäle beobachtet werden (aufgrund der Corona-Pandemie waren die Ausstellungen von März 2020 bis Ende 2022 geschlossen).

## Sammlungen und Projekte (Auswahl)

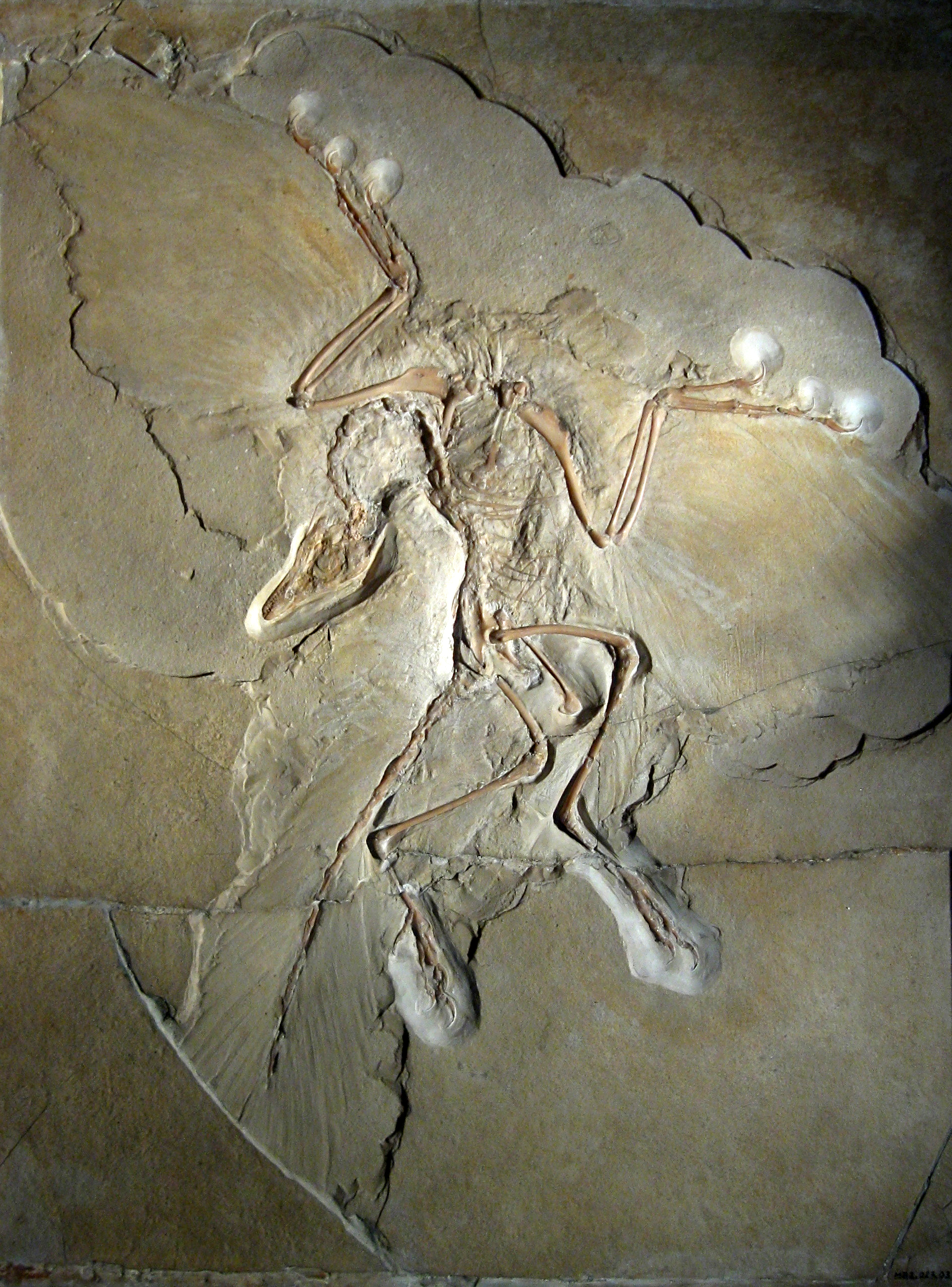
Berliner Exemplar von Archaeopteryx

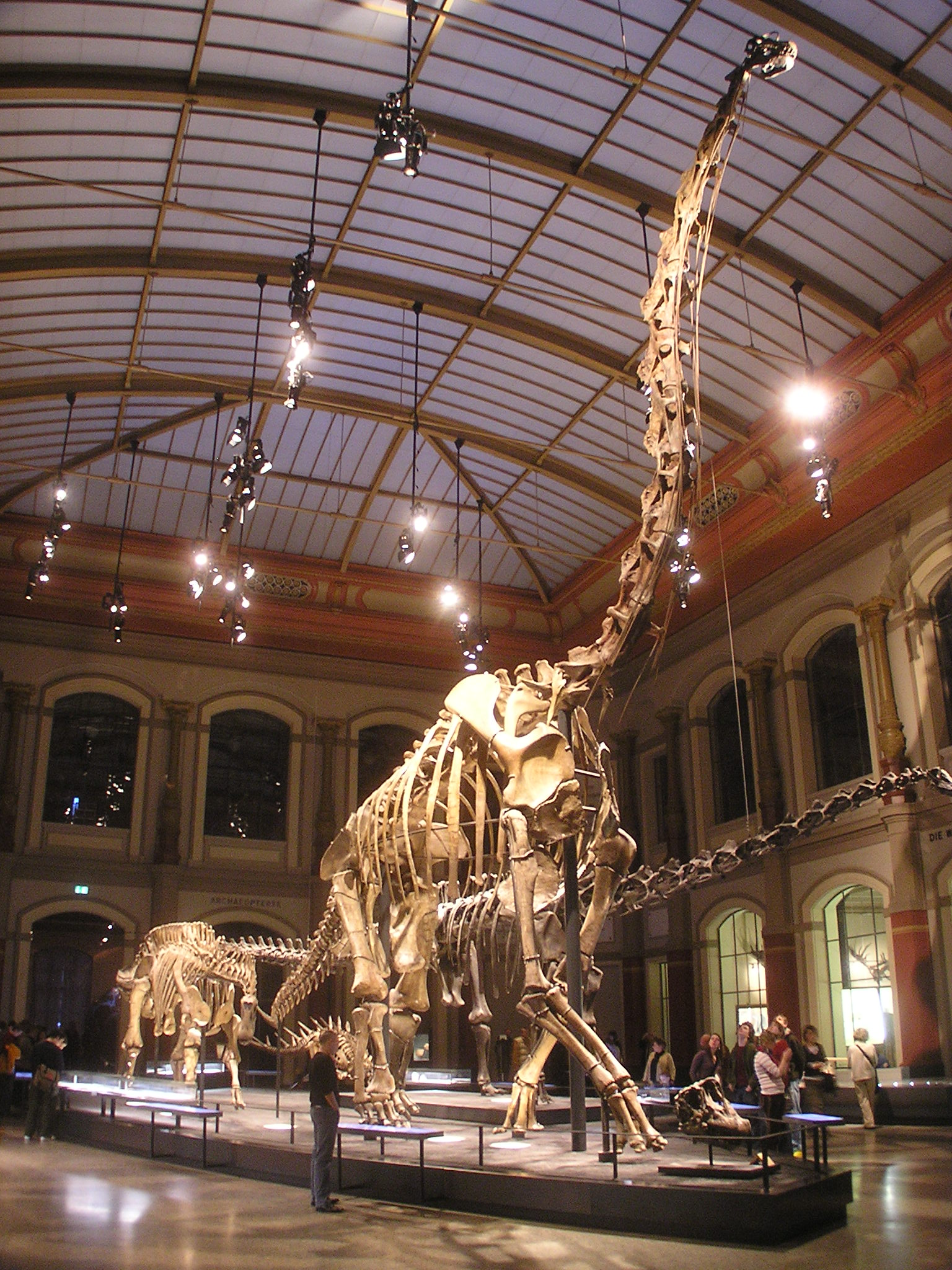
2005–2007 überarbeitetes Skelett von Giraffatitan, lange Zeit als Brachiosaurus betrachtet, als Eyecatcher im Eingangsbereich

Das Museum ist vor allem wegen des seit 1937 ausgestellten Giraffatitan brancai (veraltet: Brachiosaurus brancai) bekannt, das als das bislang besterhaltene Skelett seiner Gattung und das weltweit größte aufgebaute Skelett eines Dinosauriers gilt. Es beruht auf Knochenfunden, die ab 1909 von einer deutschen Expedition in den Tendaguru-Schichten der damaligen Kolonie Deutsch-Ostafrika (heute Tansania) gemacht wurden und wurde aus mehreren Teilskeletten und modellierten Ergänzungen zusammengesetzt. Das Art-Epitheton brancai ehrt den damaligen Museumsdirektor Wilhelm von Branca, der die Finanzierung der Expedition ermöglicht hatte.
2005 musste das Skelett aufgrund umfassender Sanierungsarbeiten im Museumsgebäude abgebaut werden. Nach einer neuen Konservierung folgte im Frühjahr 2007 nach aktuellen wissenschaftlichen Erkenntnissen der Neuaufbau. Seitdem ist das Skelett einen Meter höher als zuvor, da die Vorderbeine nun durchgestreckt unter den Körper montiert wurden. Zudem wurde der Schwanz nicht länger auf dem Boden liegend rekonstruiert, da heute bekannt ist, dass Brachiosauridae wie Giraffatitan und Brachiosaurus wie auch alle anderen Dinosaurier seinen Schwanz nicht auf dem Boden schleifte, sondern schwebend über dem Boden trug. Das Skelett wurde lange als Brachiosaurus angesehen, im Jahr 2009 wurde eine detaillierte Studie vom Paläontologen Michael P. Taylor veröffentlicht, die das aufgebaute Skelett mit dem Holotyp von Brachiosaurus verglich und zu dem Schluss kam, dass das Tendaguru-Material in eine eigene Gattung Giraffatitan zu stellen sei.

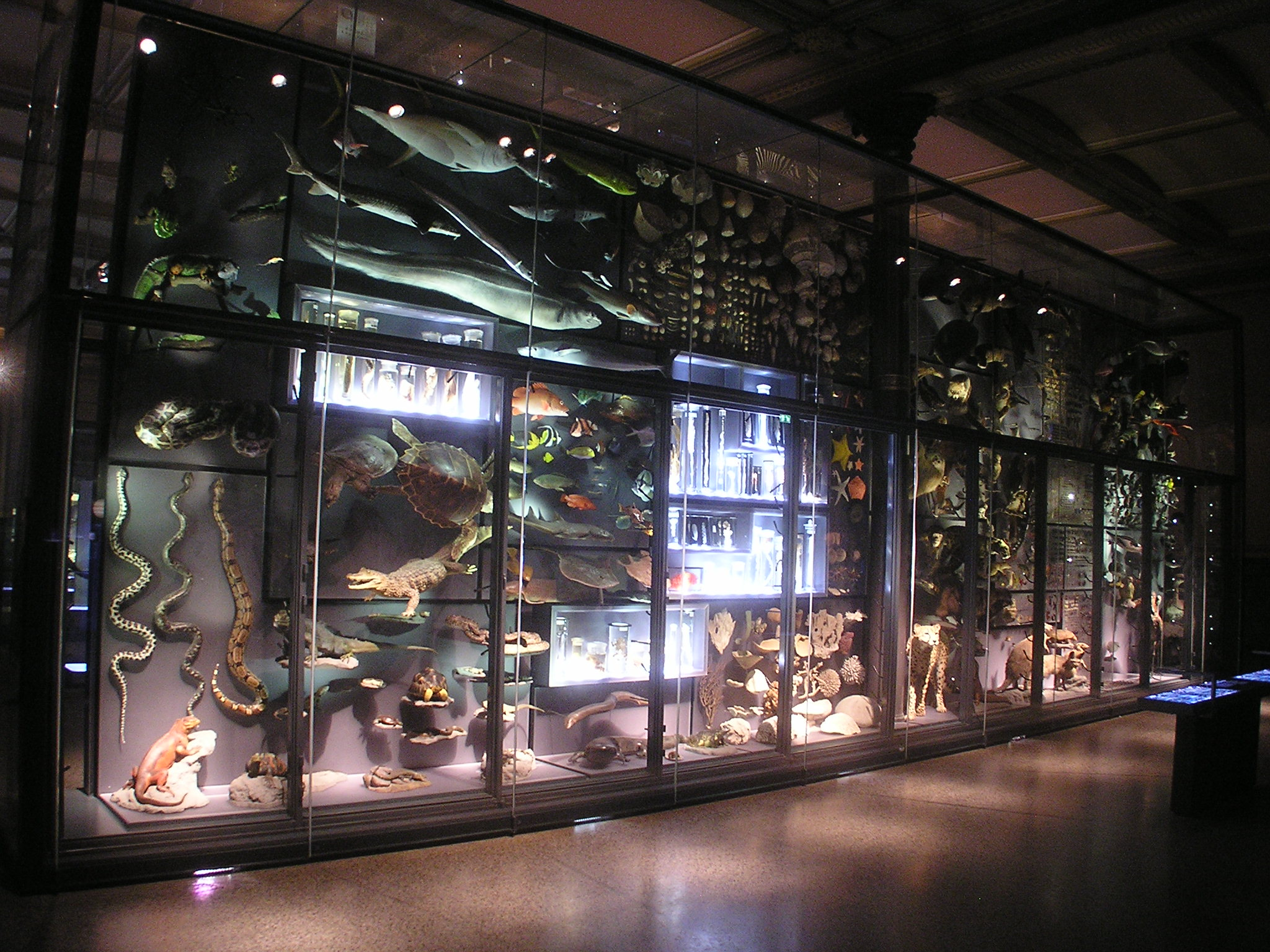
Zwölf Meter lange Biodiversitätswand

Der Giraffatitan bildet das zentrale Element der Ausstellung Saurierwelt im überdachten Lichthof des Museums. Diese Ausstellung widmet sich der Fundstelle Tendaguru (Oberjura). Neben dem Giraffatitan sind weitere sechs Dinosaurier zu sehen: Dicraeosaurus, Diplodocus, Kentrosaurus, Allosaurus, Dysalotosaurus und Elaphrosaurus. Ausstellungsinseln widmen sich dem Luftraum beziehungsweise dem aquatischen Bereich von Tendaguru. Im Lichthof zu sehen ist außerdem das sehr gut erhaltene Original eines Archaeopteryx (Berliner Exemplar), des weithin als ältester Vogel bekannten Paraves aus den Solnhofener Plattenkalken Süddeutschlands. Im Jahr 2012 wählte die Paläontologische Gesellschaft den Giraffatitan zum Fossil des Jahres.
Im Saal Evolution in Aktion befindet sich die Ausstellung zur heutigen Vielfalt der Lebensformen (Biodiversität) am Beispiel der Tiere. Eine zwölf Meter lange und vier Meter hohe Biodiversitätswand gibt mit 3000 verschiedenen Tieren einen Eindruck von dieser Vielfalt. Die Exposition zeigt die Tierwelt als Ergebnis der Evolution, die vor etwa 3,5 Milliarden Jahren begonnen hat. Es geht um die Mechanismen, die hier wirken, und zu welchen Ergebnissen sie führen. In einer Medieninstallation stellt das Museum der biologischen Diversität eine geistige Diversität gegenüber: Anhand von sieben Grundfragen wird die Vielseitigkeit der Sicht des Menschen auf das Phänomen Leben vorgestellt.

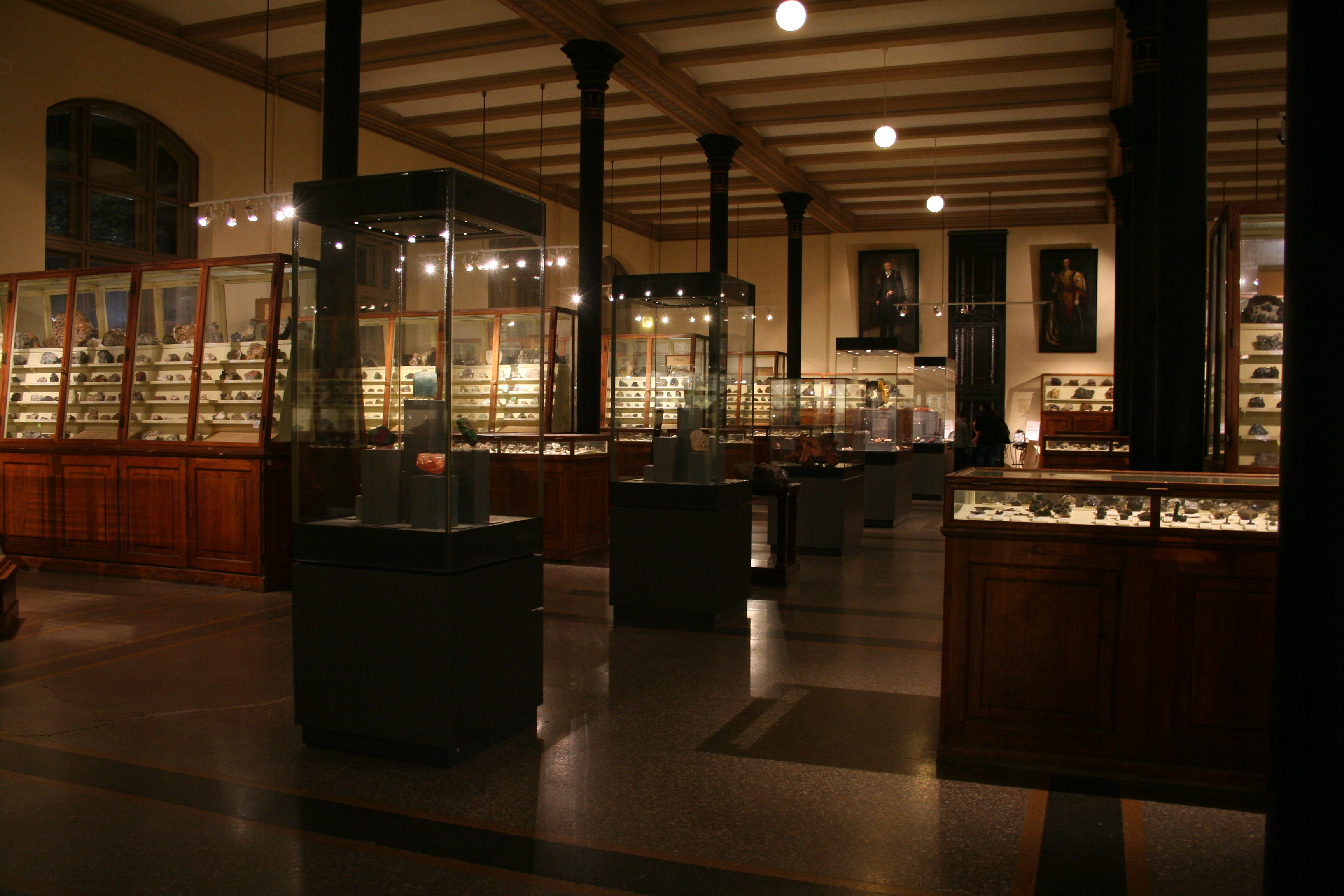
Mineraliensaal mit einem Teil der Mineraliensammlung

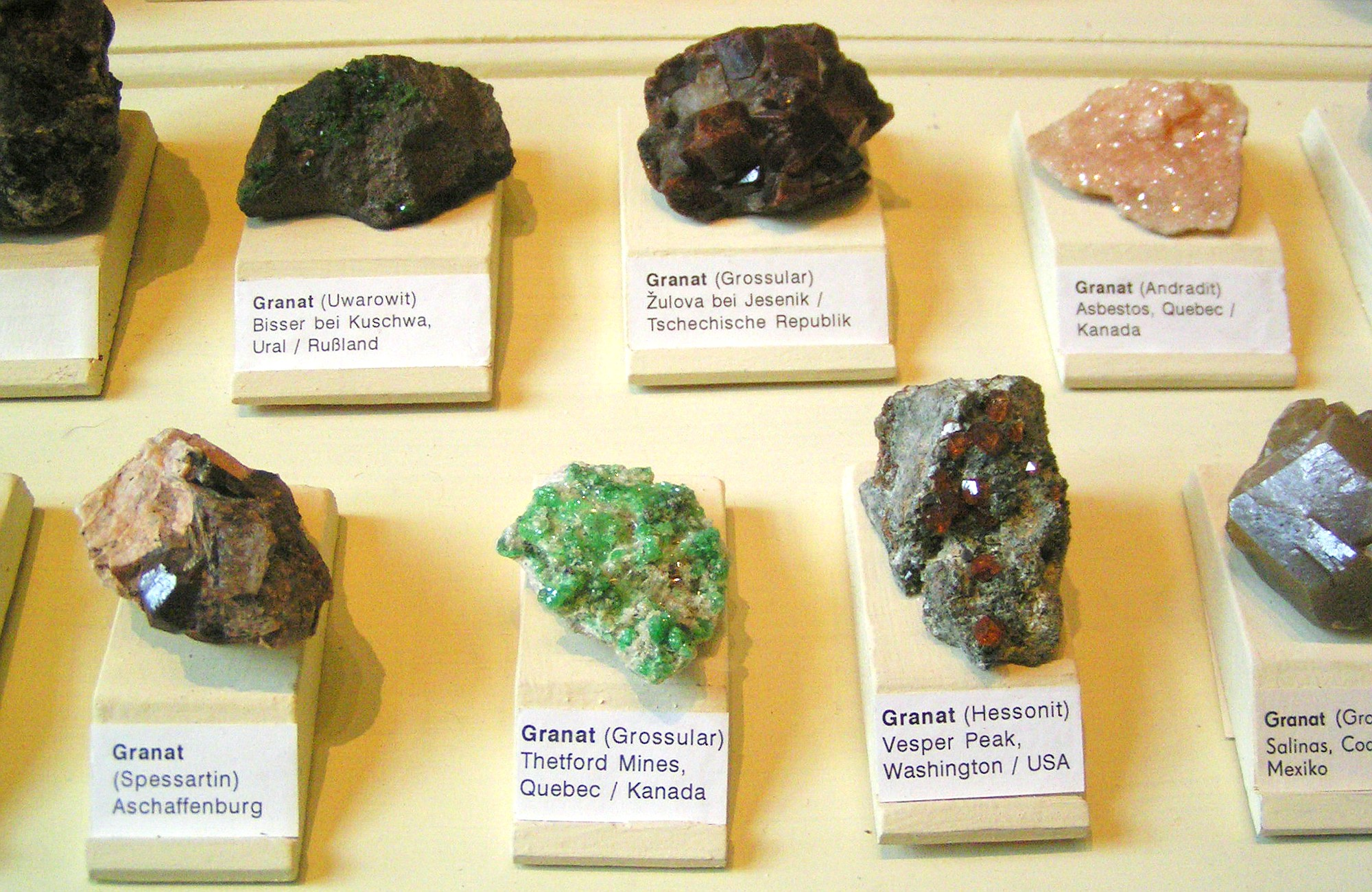
Granate im Mineraliensaal

Das Museum zeigt des Weiteren: Minerale, Fossilien, Huftiere und einheimische Tiere.
Die Sammlungen des Museums, die außerhalb des Ausstellungsbereiches liegen, umfassen das Tierstimmenarchiv sowie Objekte der Mineralogie, unter anderem auch Fundstücke zu Meteoriten. Zoologie und Paläontologie und seit 2004 auch die embryologische Sammlung von Ambrosius Hubrecht und James Peter Hill (1873–1954) mit ca. 80.000 histologischen Präparaten.
Im neu gebauten Ostflügel des Museumsgebäudes sind rund 80.000 Gläser mit Flüssigpräparaten von Fischen und Reptilien in 70-prozentigem Alkohol ausgestellt.
Insgesamt umfasst die Sammlung über 30 Millionen Objekte, unter anderem 130.000 Vogelpräparate mit etwa 90 Prozent aller Vogelarten weltweit und 130.000 in Alkohol konservierte Fische (Stand Ende 2022). Neben seinem öffentlichen Bildungsauftrag mit den Dauer- und Sonderausstellungen und Bildungsprogrammen sieht das Museum seine Aufgaben in der wissenschaftlichen Dokumentation und Interpretation der belebten und unbelebten Natur. Mit dem Projekt digitize! macht das Museum die aktuellen Digitalisierungsprozesse sichtbar und lässt Besucher im Rahmen eines Pilotprojekts die Digitalisierung von 500.000 Objekten aus der Insektensammlung mitverfolgen.

## Forschung
Aktuelle Forschungsthemen sind die Rekonstruktion der Evolution verschiedener Tiergruppen, Biodiversitätsforschung in heutigen Lebensräumen, Zoodiversität im Wandel von Umwelt und Nutzung unter anderem im südlichen Afrika, Biogeographie, Paläoökologie, die frühe Entwicklung von Sonnensystemen, der Aufprall von Asteroiden auf der Erde und deren Auswirkung auf die Erdkruste sowie die Biosphäre, die Bildungsforschung, Provenienzforschung und die Wissenschaftsforschung allgemein.
Als Forschungseinrichtung bildet das Museum für Naturkunde zusammen mit der Humboldt-Universität zu Berlin, der Freien Universität Berlin und der Universität Potsdam auch wissenschaftlichen Nachwuchs aus.

## Persönlichkeiten des Naturkundemuseums (Auswahl)
- 1899–1917: Wilhelm von Branca, Leiter
- 2006–2010: Reinhold Leinfelder, Generaldirektor
- 2011–2012: Ferdinand Damaschun, Generaldirektor
- seit 2012: Johannes Vogel, Generaldirektor
- seit 2023: Gregor Hagedorn Akademischer Direktor und Koordinator für nationale und internationale Forschungsinfrastruktur.[29][30]
- Mit einer Ehrentafel direkt an der Fassade wird der Zoologe Walther Arndt geehrt. Er arbeitete hier von 1921 bis 1944. Dann wurde er von der Gestapo wegen seiner „unbeugsamen humanistischen Haltung“ verhaftet, kam in das Zuchthaus Brandenburg und wurde am 26. Juni 1944 ermordet.

## Sonder- und Wechselausstellungen seit 2009

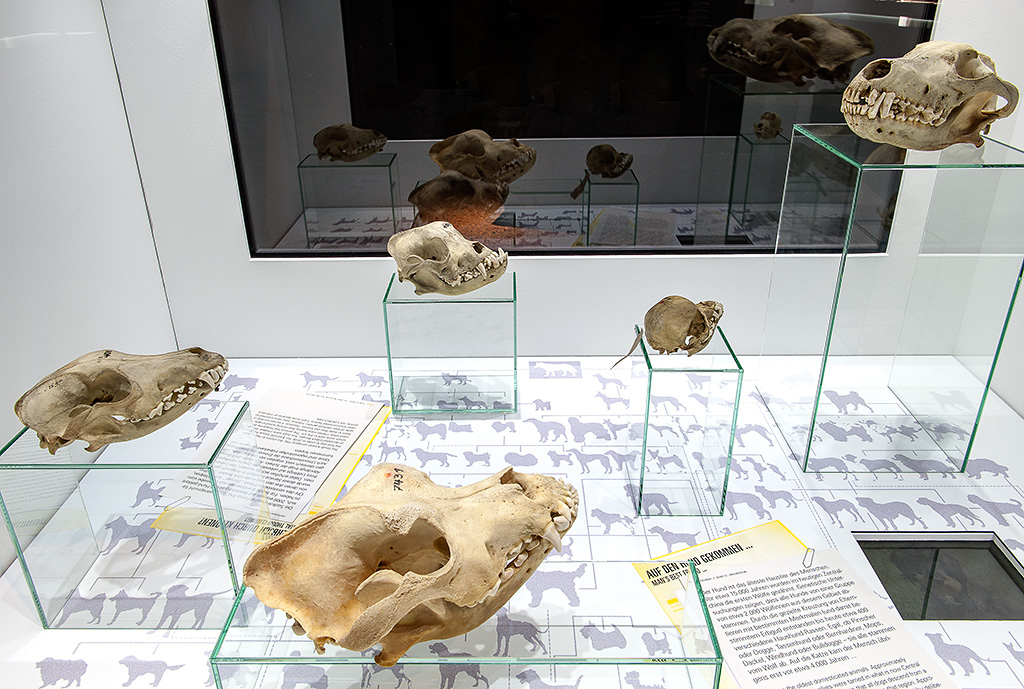
Hundeschädel in der Sonderausstellung 60 Jahre Entdeckung der DNA-Struktur

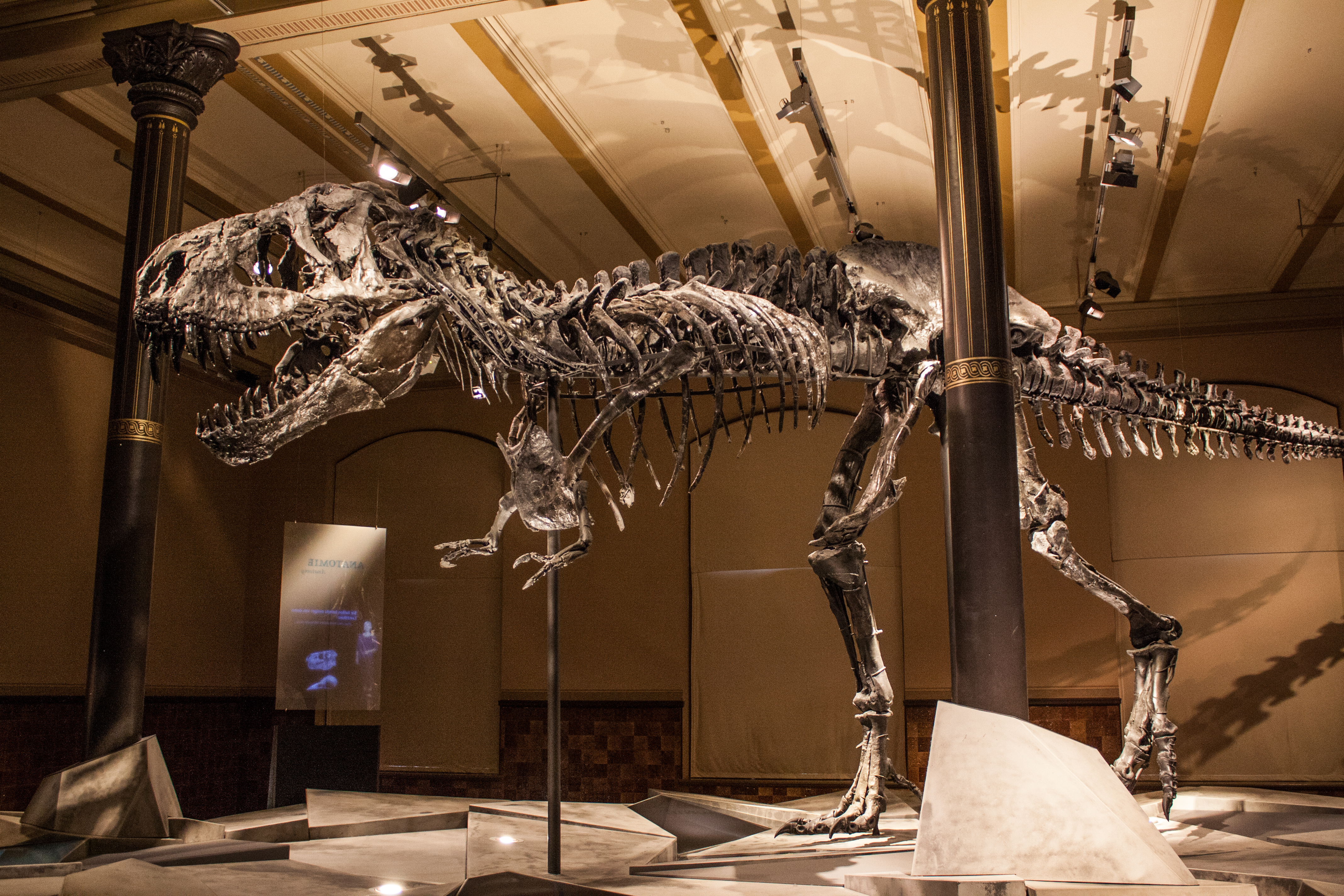
Tyrannosaurus Rex Tristan Otto

- Darwin – Reise zur Erkenntnis (12. Februar 2009–12. August 2009)
- Tiefsee (15. September 2009–31. Januar 2010)
- Klasse, Ordnung, Art – 200 Jahre Museum für Naturkunde (14. September 2010–28. Februar 2011)
- Federflug – 150 Jahre Urvogel-Fund (17. Juni 2011–31. Dezember 2011)
- Biopolis – Wildes Berlin (8. November 2011–31. Juli 2012)
- Elefantenreich – Eine Fossilwelt in Europa (30. März 2012–31. August 2012)
- Federflug – 150 Jahre Urvogel-Fund (25. September 2012–31. Dezember 2012)
- Entwicklungen – 60 Jahre Entdeckung der DNA-Struktur (23. April 2013–6. Januar 2014)
- Fliegen (16. August 2014–15. Januar 2015)
- Panda (13. Januar 2015–2. August 2015)[31]
- Tote Wespen fliegen länger (3. März 2015–3. Mai 2015)
- Spinosaurus (9. Februar 2016–12. Juni 2016)
- Kometen – Die Mission Rosetta (9. August 2016–21. Januar 2017)
- Sielmann! (1. Juni 2017–29. April 2018)
- Ara (23. Mai 2017–14. November 2018)
- Koexistenz (17. Mai 2019–8. September 2019)
- Artefakte (9. Oktober 2018–20. Oktober 2019)
- Moon Walk: 50 Jahre Mondlandung (20. Juli 2019–26. Oktober 2019)
- Tristan – Berlin zeigt Zähne (17. Dezember 2015–26. Januar 2020)
- Parasiten – Life Undercover (7. Juli 2020 – 23. Januar 2022)
- Dinosaurier! Zeitalter der Riesenechsen (23. August 2022–30. November 2024)

Von Mitte Dezember 2015 bis Anfang 2020 war mit der Leihgabe von Tristan Otto an das Naturkundemuseum vorübergehend das erste in Europa ausgestellte Originalskelett eines Tyrannosaurus zu sehen. Von August 2022 bis November 2024 ist Tristan Otto innerhalb einer neuen Ausstellung wieder im Museum für Naturkunde zu sehen.

## In den Medien

### Briefmarken

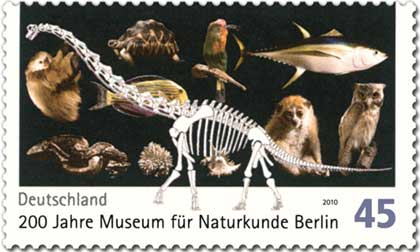
200 Jahre Museum für Naturkunde Berlin: Briefmarke von 2010

Im Jahr 1973 gab die DDR-Post eine Briefmarkenserie mit der Abbildung von 6 Museumsexponaten heraus, so wurde auch der Pterodactylus kochi (Flugsaurier) aus dem Naturkundemuseum gezeigt.
Im wiedervereinigten Deutschland erschien 2010 eine Schmuckmarke zum 200. Geburtstag des Naturkundemuseums (sieh rechtes Bild).

### Filme
- Forschungsstätte Museum, Dokumentarfilm, DDR, 13 Min., Regie: Trutz Meinl, Produktion: DEFA, Erstausstrahlung: 8. November 1968.[36]
- Schatzkammer des Lebens. Das Naturkundemuseum Berlin. Dokumentarfilm, 28:30 Min., Regie: Felix Krüger, Produktion: rbb, Deutschland 2010.[37]
- T.Rex – Ein Dino erobert Berlin. Dokumentarfilm, Deutschland, 44:18 Min., Buch und Regie: Christian Seewald und Björn Tritschler, Produktion: rbb, Deutschland 2015.[38]

### Musik
Die Ausstellungsräume und Nass-Sammlungen des Museums waren Drehorte des 2021 erschienenen Musikvideos zur Single Eine gute Nachricht des Musikers Danger Dan.

## Sonstiges

### App
Seit 2017 wird vom Museum für Naturkunde eine App namens Naturblick für das iOS- und Android-Betriebssystem angeboten. Mithilfe der App lassen sich per Tonaufnahme Vogelarten bestimmen. Pflanzen können per Foto mithilfe von Bilderkennung bestimmt werden. Zudem existieren Bestimmungshilfen mit Artbeschreibungen. Die Beobachtungen können innerhalb eines Feldbuches verzeichnet werden. Außerdem kann der Nutzer aufgezeichnete Beobachtungen, im Rahmen von Forschungsprojekten, unter der CC BY-SA 4.0 Lizenz veröffentlichen.
Die Entwicklung der App wurde vom Bundesministerium für Umwelt, Naturschutz und nukleare Sicherheit gefördert.

### Museumsvorgarten und Natur
Der erste Vorgarten des Museums aus den 1880er Jahren steht unter Denkmalschutz.
Ein ehemaliges Baumdenkmal, eine Amerikanische Gleditschie südwestlich auf der Grünfläche stehend, musste Anfang des 21. Jahrhunderts gefällt werden, weil es nicht mehr standsicher war. Es erfolgte keine Nachpflanzung.
Bemerkenswert ist das im Jahr 2023 völlig neu gestaltete große Berliner Beet direkt auf der Fläche des historischen Vorgartens vor dem Haupteingang. Es wurde nach Plänen und unter Verantwortung der britisch-südafrikanischen Künstlerin Alexandra Daisy Ginsberg angelegt und erhielt den Namen Pollinator-Pathmaker (dt.: Bestäuber-Wegbereiter). Getreu dem Auftrag des Museums, Wissen und Erfahrungen zur Naturkunde darzustellen bzw. weiterzuvermitteln, handelt es sich hier um ein Kunstwerk aus verschiedenen Pflanzen, das nicht vorrangig das menschliche Auge erfreuen, sondern als Nahrungsquelle für möglichst viele Insekten dienen soll. Deshalb hat Ginsberg mit Hilfe moderner Technik (z. B. mit künstlicher Intelligenz) Pflanzen ausgewählt, die am Standort gut gedeihen und in ihrer Vielfalt möglichst ganzjährig Pollen produzieren. Es kamen u. a. Artischocken, Salbei und verschiedenartige Gräser zum Einsatz. Alle Stauden haben sich inzwischen kräftig vermehrt und vergrößert. Eine beeindruckte Museumsbesucherin meinte dazu: „Es ist nicht so ordentlich wie bisher üblich. Natur eben.“